# Risch (Gemeinde)
Risch [ˈriːʃ] (meist Risch Rotkreuz genannt) ist eine politische Gemeinde des Kantons Zug in der Schweiz.
Die Gemeinde wird aus der Kleinstadt Rotkreuz und den Dörfern Risch, Buonas und Holzhäusern gebildet. Sie liegt in der Region Ennetsee und ist Teil der Metropolregion Zürich. Hierdurch und aufgrund des Status als Energiestadt sowie eines niedrigen Steuerfusses ist Risch eine der attraktivsten Gemeinden der Eidgenossenschaft und weist die schweizweit höchsten Standortqualitäten auf. Mit rund 1,7 Prozent jährlichem Bevölkerungswachstum ist Risch eine der am stärksten wachsenden Gemeinden der Schweiz, und mit 11'253 Einwohnern mit wirtschaftlichem Wohnsitz (2022) die viertgrösste Gemeinde des Kantons Zug.
In der Geschichte der Gemeinde Risch erfolgte nach dem militärischen Eingriff Frankreichs von 1798 der Zusammenschluss der Vogtei Gangolfswil und der Herrschaft Buonas zur heutigen politischen Gemeinde Risch. Durch den Bahnbau wurde Rotkreuz zum wirtschaftlichen Zentrum und durch den Bau des Rathauses zum Hauptort der Gemeinde Risch, weswegen sie de facto Risch-Rotkreuz genannt wird. Im Jahr 2009 feierte der Ort Risch sein 850. Jubiläum.
Bekannt ist die Gemeinde durch Peter von Hertenstein, der hier die Päpstliche Schweizergarde gründete, das Gut Aabach, die Schlösser Buonas und Freudenberg, den grössten Golfplatz der Schweiz, den wichtigen Bahnhof Rotkreuz sowie als regional wichtiger Pharmastandort durch Roche Diagnostics (Unternehmenshauptsitz und Fortbildungszentrum) und Novartis/Sandoz. (Standortzentralisierung). Rotkreuz ist Hochschulstandort der Hochschule Luzern.

## Geographie

### Lage
| Bevölkerungsverteilung 30. Juni 2015 | Bevölkerungsverteilung 30. Juni 2015 |
| Ortschaften                          | Einwohnerzahl                        |
| ------------------------------------ | ------------------------------------ |
| Rotkreuz                             | 8518                                 |
| Buonas                               | 753                                  |
| Holzhäusern                          | 662                                  |
| Risch                                | 506                                  |
| Gesamt                               | 10.439                               |

Die 22,9 Quadratkilometer grosse Gemeinde Risch liegt auf einem Ausläufer des Rooterbergs, welcher bis zur Lorze in Cham reicht und den Zugersee im Osten von der Reuss im Westen trennt. Überregional betrachtet liegt Risch in der nördlichen Zentralschweiz zwischen Zürich und Luzern, an der Grenze zum Aargau und damit zum Schweizer Mittelland, regional betrachtet im äussersten Südwesten des Kantons Zug in der Region Ennetsee. Der höchste Punkt der Gemeinde liegt auf 680 m ü. M. auf dem Kappelerberg im Süden, der tiefste auf 402 m ü. M. an der Reuss im Nordwesten.
Südlich grenzt die Gemeinde nicht wie oft angenommen an den Bezirk Küssnacht im Kanton Schwyz, sondern nur an den Wahlkreis Luzern-Land (vormals Amt Luzern) im Kanton Luzern, im Westen an den Bezirk Muri im Kanton Aargau. Die angrenzenden Gemeinden sind, im Uhrzeigersinn, die Luzerner Gemeinden Meierskappel, Gisikon und Root, die aargauischen Gemeinden Dietwil und Oberrüti sowie die Zuger Gemeinde Hünenberg. Durch die Seeverbindung grenzt Risch an die Zuger Gemeinden Cham und Zug. Ein Dreikantoneeck findet sich in der Reuss bei Rotkreuz .
Die südliche Gemeindegrenze verläuft durch den Kappelerberg-, Sonderi- und Honauerwald und liegt knapp an der Spitze der Erhebungen Rossberg und Michaelskreuz des Ausläufers Rooterberg. Nördlich bildet der Hintere Hölltobelbach, der Dersbach sowie dazwischen eine künstlich festgelegte Linie die Grenze nach Hünenberg ZG.
In der Raumplanung ist Risch nach Einstufung des Schweizerischen Bundesamtes für Raumentwicklung (ARE) eine Übrige Agglomerationskerngemeinde. Laut Bundesamt für Statistik (BFS) zählt Risch als Stadt und ist eine Gemeinde in der Agglomeration Zug der Metropole Zürich. Risch ist Mitglied im Verein Metropolitanraum Zürich. Bei einer Zweiteilung der Metropolitanregionen der Schweiz wird Risch der Metropolitanregion Nordschweiz zugeordnet, wie sie der europäische Dachverband METREX vorschlägt.

### Gemeindegliederung

Siedlungen in Risch

Die Gemeinde Risch gliedert sich in die Kleinstadt Rotkreuz, in welcher über 80 % der Gesamtbevölkerung leben, sowie die Dörfer Buonas, Holzhäusern und Risch. Rotkreuz entstand seit Mitte des 20. Jahrhunderts aus dem Zusammenwachsen der Weiler Waldeten und Rotrüti, später Küntwil und mehrerer Einzelhöfe zur Streusiedlung. Das bis ins 20. Jahrhundert rein landwirtschaftlich genutzte Gebiet wurde geprägt durch verstreut liegende Bauernhöfe, in welchen die Kirchweiler Risch und Holzhäusern sowie Buonas grössere Weiler bildeten. Bis heute konnten diese drei Orte, trotz des enormen Wachstums und der Hauptortfunktion von Rotkreuz, ihre Eigenständigkeit beibehalten und wuchsen zu Haufendörfern. Neben diesen Ortschaften gibt es drei durch das ARE anerkannte Weiler in der Gemeinde Risch, einige weilerähnliche Streusiedlungen mit Bauernhöfen und Einzelsiedlungen.

### Flächennutzung
427 Hektar in Risch sind Siedlungsflächen. Das grösste besiedelte Gebiet ist Rotkreuz, wo Wohn-, Gewerbe- und Industrienutzungen zu finden sind. Die Orte Buonas, Holzhäusern und Risch weisen fast ausschliesslich Wohnnutzungen auf. Ausserhalb der Ortschaften sind hauptsächlich folgende Nutzungen vorzufinden: Agrarflächen (Anbau von Mais, Kirschbäumen und Wein) und Wiesen (zur Tierhaltung), welche 808 Hektar ausmachen, sowie Deponieflächen (für Bauschutt, bei Alznach) und Sportflächen (Fussballfelder, Golfplatz Holzhäusern und weitere). Die grössten Wälder der Gemeinde sind der Kirchberg (auch Chilchberg) zwischen Buonas und Risch, der Sijentalwald bei Rotkreuz, das Zweiernholz im Norden sowie Bergwälder Kappelerberg-, Sonderi- und Honauerwald im Süden. Neben diesen gibt es kleinere Waldflächen um die Schlösser Buonas und Freudenberg, den Bannwald in Küntwil sowie das Eichholz in Oberrisch. Alle Wald- und Gehölzflächen erstrecken sich zusammen auf 218 Hektar.

### Gewässer

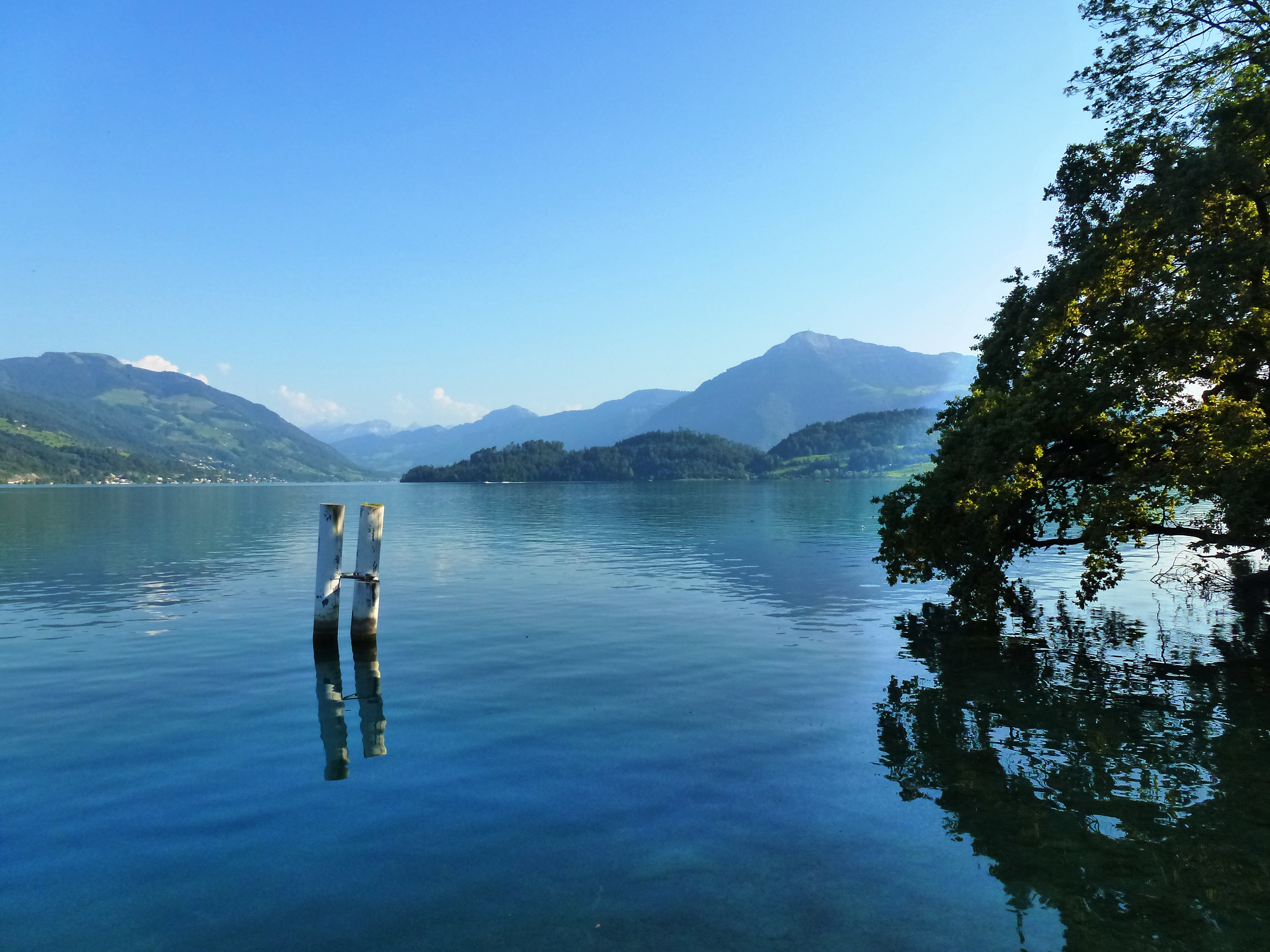
Der Zugersee bei Risch

Den grössten Wasseranteil hat der Zugersee im Kanton Zug, dessen westlicher Teil zur Gemeinde Risch gehört. Daneben existieren kleinere stehende Gewässer wie der Binzmühleweiher und der Küntwilerweiher in Rotkreuz. Wichtigstes Fliessgewässer ist die Reuss, die von Luzern nach Baden AG fliesst und die natürliche Grenze zum Kanton Aargau bildet. Durch die Lage am Berg wird vor allem Rotkreuz von vielen, kleinen Bächen durchflossen. Die westlichen dieser Bäche fliessen durch den Binzmühleweiher in die Reuss (unter anderem der Steintobelbach, Küntwilerbach, Scharelenbach und Mühlebach), die östlichen in den Zugersee. Neben dem Zugersee und der Reuss bilden der Aabach im Süden sowie der Hintere Hölltobelbach und der Dersbach im Norden eine natürliche Grenze der Gemeinde. Ein grosser Teil des natürlich fliessenden Wassersystems ist, hauptsächlich in Rotkreuz, kanalisiert. Am Zugersee in Dersbach gibt es einige Flachmoore.

### Geologie

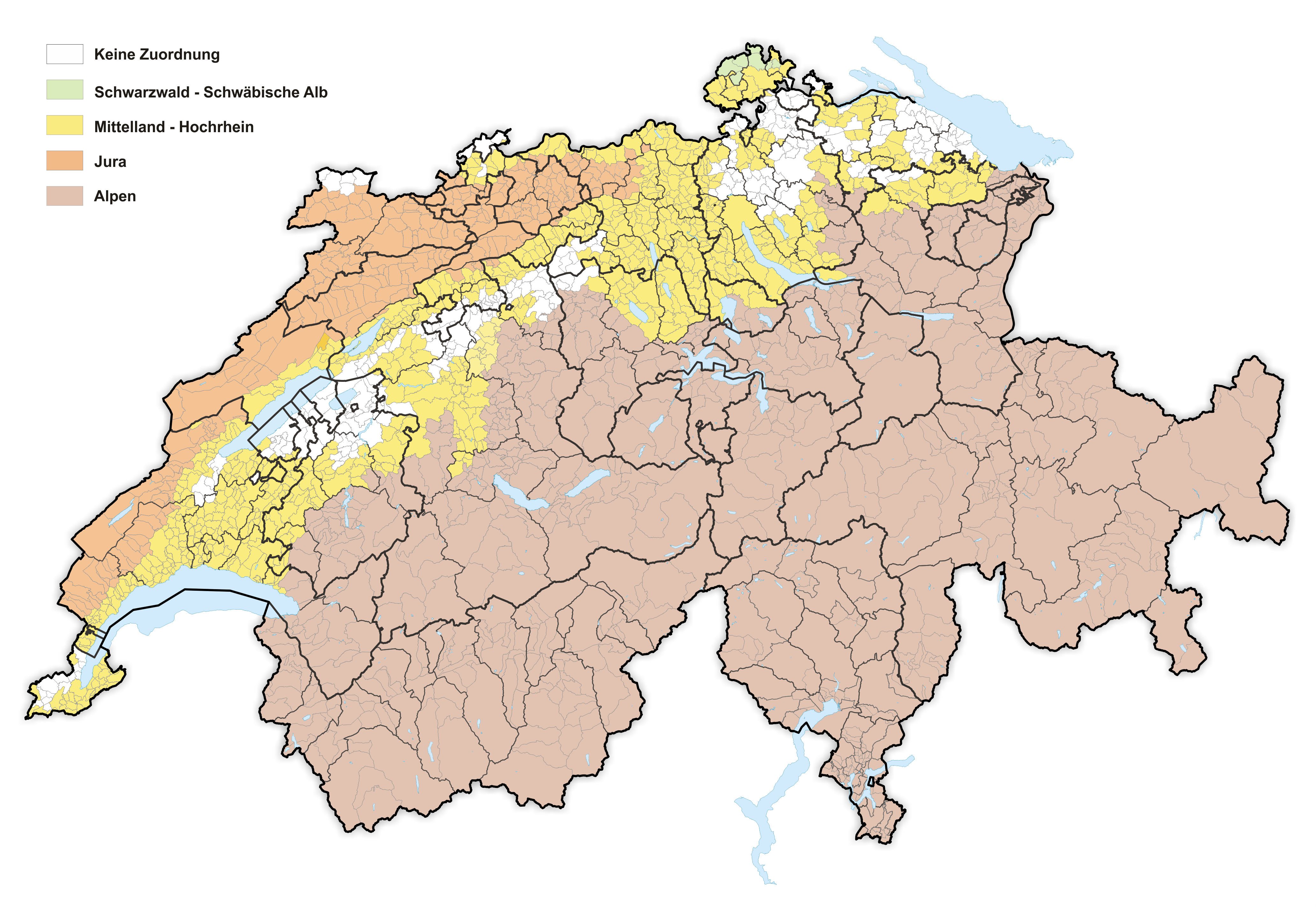
Die Gemeinde liegt exakt am Grenzgebiet zweier Grosslandschaften.

Die Gemeinde liegt geologisch gesehen an der Grenze zweier Schweizer Grosslandschaften. Der nördliche Teil der Gemeinde kann zum Mittelland, der südliche Teil bereits zu den Schweizer Alpen gezählt werden, genauer gesagt den (Schwyzer) Voralpen.
Der Nordteil ist eine leicht hügelige, offene Landschaft, welche vom Zugersee im Osten langsam nach Westen ansteigt, um zur Reussebene hin abzufallen. Rotkreuz ist auf einer ursprünglichen Moräne entstanden. Im Süden der Gemeinde steigt das Gelände zum Rooterberg stärker an, bildet am Nordhang in Ibikon eine aussichtsreiche Terrasse, welche sich bis Böschenrot im Südwesten ausweitet. Risch und Buonas liegen am Ufer des Zugersees. Einen Mittelpunkt setzt die bewaldete Halbinsel Buonas, welche Risch und Buonas voneinander trennt. Das Gebiet der Gemeinde Risch liegt, wie fast der ganze Kanton Zug, auf subalpiner Molasse.
Während der Eiszeit lag die Gemeinde unter dem Reussgletscher. Nach der Eiszeit zog sich der Zugersee bis auf das Gebiet des heutigen Ortszentrums von Rotkreuz. Heute noch sind entlang der Reuss Postglaziale Reussschotter über Seebodenablagerungen zu finden, welche teilweise mit Auenlehmen überdeckt sind. Die grösste Fläche macht die Obere Süsswassermolasse aus, welche Bunte Mergel und Mergelsandsteine enthält. In der Hanglage des Rooterbergs bis zur Halbinsel Buonas ist die Obere Meeresmolasse mit Sandsteinen mit Mergelzwischenlagen vorherrschend. Der südöstliche Teil Rischs besteht aus der Unteren Süsswassermolasse mit Wechselfolge von Konglomeraten (Nagelfluh), Sandsteinen, Mergel und Brekzien. Entlang des Zugersees in Dersbach sind, unter den Flachmooren, eiszeitliche Seeablagerungen zu finden aus einer Wechselablagerung aus Ton, Sand und Schluff.

### Klima
Der Frühling beginnt in der Gemeinde Risch durch die höhere Lage einige Tage später als in den anderen Teilen des Kantons Zug. Die mittleren Januar-Temperaturen liegen zwischen −2 °C und 0 °C, die mittleren Juli-Temperaturen zwischen +18 °C und +21 °C. Die mittleren Jahresniederschläge liegen zwischen 120 und 160 cm. Durch ein vorwiegend vom Atlantik, aber auch von kontinentalen Strömungen bestimmtes Klima, herrschen in Risch verhältnismäßig starke Temperaturschwankungen.
|                       | Jan | Feb | Mär | Apr | Mai | Jun | Jul | Aug | Sep | Okt | Nov | Dez |   |     |
| Mittl. Tagesmax. (°C) | 2   | 5   | 10  | 15  | 19  | 23  | 25  | 24  | 20  | 14  | 7   | 3   | ⌀ | 14  |
| Mittl. Tagesmin. (°C) | −3  | −2  | 1   | 4   | 8   | 12  | 14  | 13  | 11  | 6   | 2   | −2  | ⌀ | 5,4 |
|                       |     |     |     |     |     |     |     |     |     |     |     |     |   |     |
| Sonnenstunden (h/d)   | 1   | 3   | 5   | 6   | 7   | 7   | 8   | 7   | 6   | 3   | 2   | 1   | ⌀ | 4,7 |
|                       |     |     |     |     |     |     |     |     |     |     |     |     |   |     |
| Regentage (d)         | 12  | 10  | 9   | 11  | 13  | 13  | 13  | 13  | 10  | 10  | 10  | 10  | Σ | 134 |

| −3 |

| −2 |

| 1 |

| 4 |

| 8 |

| 12 |

| 14 |

| 13 |

| 11 |

| 6 |

| 2 |

| −2 |

| −3 |

| −2 |

| 1 |

| 4 |

| 8 |

| 12 |

| 14 |

| 13 |

| 11 |

| 6 |

| 2 |

| −2 |

## Geschichte
|  | 1064 | Erste urkundliche Erwähnung von Dersbach in den Acta Murensia.                                                                                     |
|  | 1111 | Schenkung des Hofes Gangolfswil an das Kloster Muri.                                                                                               |
|  | 1159 | Erste Erwähnung des Standortes der Kirche St. Verena in 'Rische'.                                                                                  |
|  | 1250 | Die Herrschaft Buonas wird von den Hertensteinern übernommen.                                                                                      |
|  | 1486 | Gangolfswil wird zugerische Vogtei. |
|  | 1506 | Peter von Hertenstein geleitet die ersten Schweizergardisten nach Rom.                                                                             |
|  | 1709 | Bau des Schützenhauses – Holzhäusern wird Zentrum der Vogtei Gangolfswil.                                                                          |
|  | 1726 | Erster Schulunterricht in Gangolfswil. |
|  | 1798 | Die Vogtei Gangolfwil und die Herrschaft Buonas werden aufgehoben. Die Munizipalität Risch entsteht. Gemeindeversammlungen finden in Buonas statt. |
|  | 1847 | Der Sonderbundskrieg wird in Gisikon, Meierskappel und Risch ausgetragen.                                                                          |
|  | 1864 | Einweihung des Kreuzungsbahnhofes Rotkreuz. |
|  | 1873 | Die Gemeindekanzlei wird in Buonas eingerichtet.                                                                                                   |
|  | 1904 | Erstes, mit Strom versorgtes Gebäude. |
|  | 1940 | IPSA eröffnet die erste Erdölraffinerie der Schweiz in Rotkreuz.                                                                                   |
|  | 1959 | Die Gemeindekanzlei zieht nach Rotkreuz. |
|  | 1986 | Bau des Rathauses in Rotkreuz. |
|  | 2007 | Umbenennung in praxi in Risch Rotkreuz. |
|  | 2009 | 850-Jahre Risch. |
|  | 2012 | Die Einwohnerzahl überschreitet die Grenze von 10'000.                                                                                             |

→Siehe Hauptartikel: Geschichte der Gemeinde Risch

### Urgeschichte
Die ältesten Siedlungsspuren wurden in den flachen Bereichen des Seeufers bei Dersbach, Zweiern, Buonas und Oberrisch gefunden und stammen aus der Pfyner Kultur und Horgener Kultur. Sie wurden 2011 nicht, wie andere Siedlungen am Zugersee, in die Welterbeliste „Prähistorische Pfahlbauten um die Alpen“ aufgenommen.
Funde entlang des Schwarzbaches in Dersbach gehören zu den ältesten Jungsteinzeitsiedlungen und weisen reichhaltige Funde mit Tonscherben und Waffen auf. Funde einer Handmühle in Schwarzbach und eines Kornquetschers in Oberrisch lassen auf Ackerbau schliessen. 1995 und 1997 wurden Überreste einer jungsteinzeitlichen Siedlung der Pfyner Kultur in Oberrisch und Aabach ausgegraben. Sie umfasst 1300 Pfähle und umfangreiches Fundgut (Keramik, Gusstiegel, Kupferreste, Steingeräte, Geflechte und Gewebe). Es wurde auf die Zeit um 3700 v. Chr. hingewiesen. In Buonas liegen Überreste mindestens einer jungsteinzeitlichen Seeufersiedlung der Horgener Kultur (etwa 3500–2800 v. Chr.) und einer hochmittelalterlichen Ansiedlung (etwa 1020–1170 n. Chr.). Auch in Zweiern wurden Überreste eines jungsteinzeitlichen Dorfes gefunden. Mehrere bronzezeitliche Siedlungsplätze und römische Urnengräber des 2. Jahrhunderts n. Chr. wurden in Holzhäusern beim Bau des Golfplatzes 1994 ausgegraben. Aufgrund des Baus eines römischen Heerweges vom Rhein über Risch, Küssnacht und Brünig nach Italien werden immer wieder römische oder gallorömische Funde gemacht. Der Flurname Alznach ist auf den gallo-römischen Ortsnamen Alciniacum zurückzuführen. Viele der weiteren Flurnamen lassen auf eine spätere Besiedelung durch Alamannen schliessen. Auf dem Chilchberg bei Risch befindet sich eine L-förmige Steinreihe, deren Entstehungszeit unbekannt ist. In Ibikon wurde 1824 oder 1838 ein römischer Münzschatz aus 10 Silber- und 169 Kupfermünzen gefunden, welcher aus der Zeit des 3. Jh. n. Chr. stammt und heute als verschollen gilt.

### Mittelalterliche Grundbesitzverhältnisse (bis 1798)

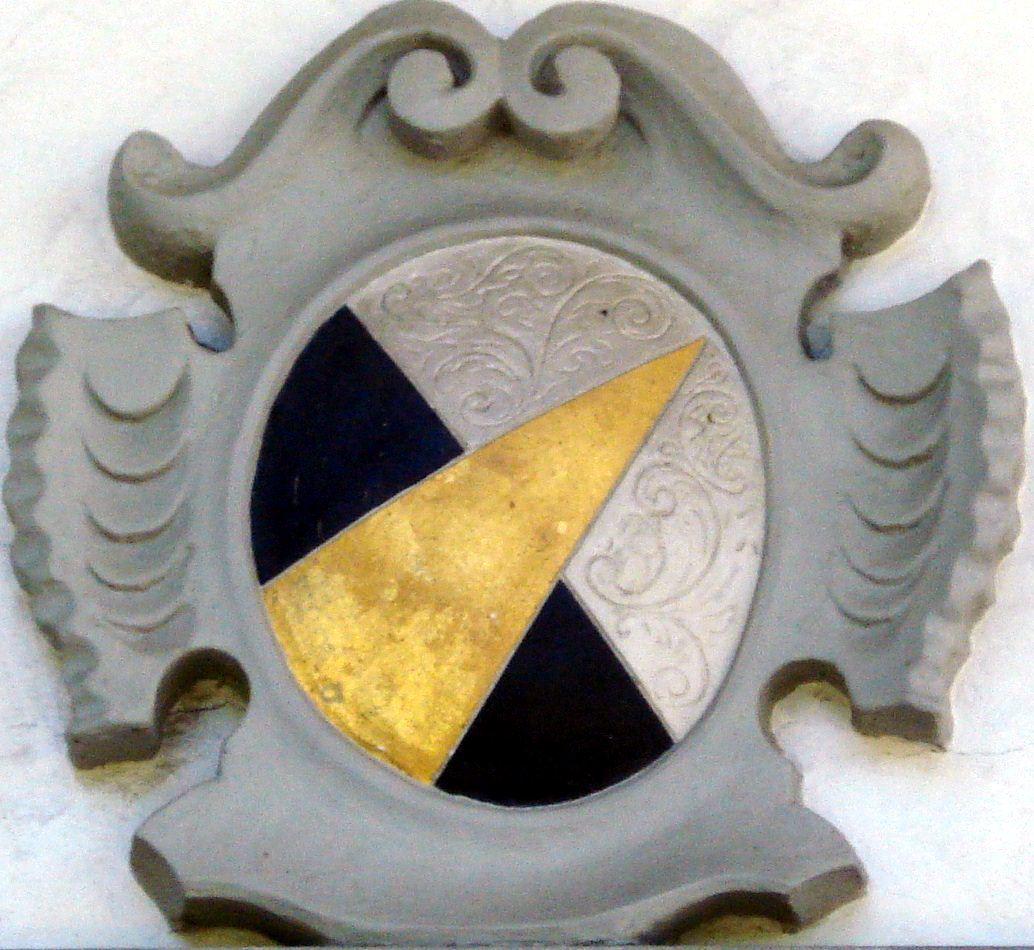
Wappen von Buonas

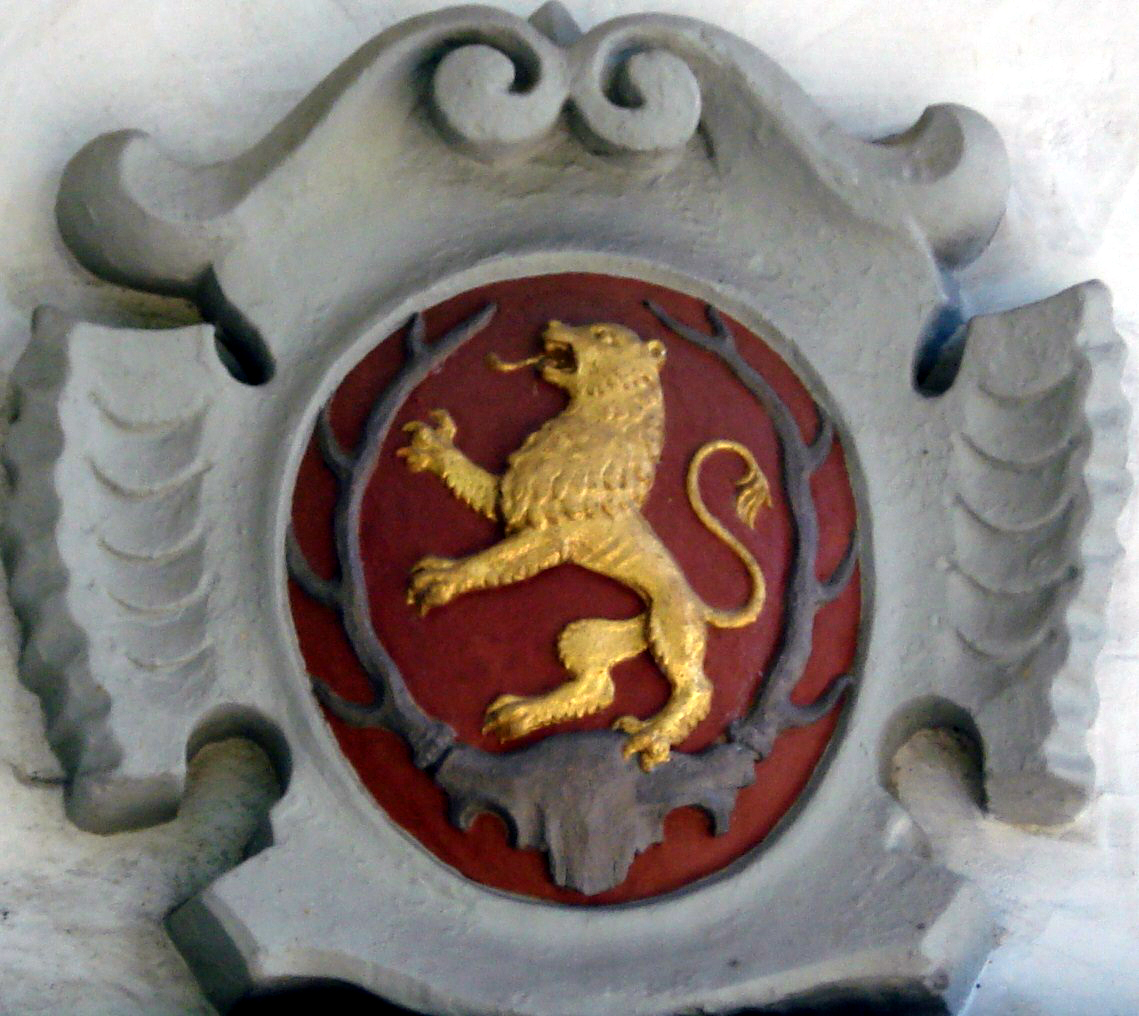
Wappen von Hertenstein

Das Frühmittelalter ist durch die Spuren einer der ältesten Kirchen des Kantons Zug belegt. Unter der heutigen barocken Kirche St. Verena in Risch von 1680–1684 befinden sich die Fundamente eines wahrscheinlich bereits im 8. Jahrhundert errichteten Gotteshauses. Ab 1000 tauchen die ersten Grundherrschaften sowie die ersten urkundlichen Erwähnungen von Orten wie Dersbach (1064), Gangolfswil (um 1150) und Risch (1159) auf.

#### Gangolfswil in Mittelalter und Reformation
Durch die ältesten Habsburger Grafen gelangten die nördlichen Gebiete der heutigen Gemeinde Risch zwischen 1096 und 1111 mit dem Hof Gangolfswil an das im Jahre 1027 gegründete Kloster Muri. Papst Hadrian IV. stellte das Kloster in einer im Lateran in Rom ausgestellten Urkunde am 28. März 1159 unter seinen Schutz, in welcher die Kirche Risch als ecclesia Rishe erstmals urkundlich erwähnt wird. Der Murenser Dinghof besteht aus mehreren Einzelhöfen und kleineren Weilern und bildete sein Zentrum in Holzhäusern. Um 1298 wechselte das Patronatsrecht vom Kloster Muri zur auf Schloss Hertenstein (heute Schloss Buonas) lebenden Familie von Hertenstein. Die Stadt Zug übernahm 1410 vom Kloster Muri wesentliche Grundrechte in Gangolfswil und kaufte schliesslich am 5. September 1486 den Hof. Somit wurde das Gebiet zur zugerischen Vogtei Gangolfswil.
Bis 1592 wechselte jährlich der in Zug lebende Obervogt von Gangolfswil, ab 1592 bis 1789 zweijährlich, neben ihm stand der Untervogt von Gangolfswil, der ebenfalls einen entscheidenden Einfluss auf die Verwaltung hatte. 1627 wurde die Kapelle St. Wendelin errichtet, 1709 das Schützen- und Gemeindehaus, die die Zentrumsfunktion von Holzhäusern verstärkten. Die Herrschaft Buonas sowie deren Kollatur Risch konnten nicht unter die Herrschaft der Stadt Zug unterworfen werden. Am 7. Februar 1798 richteten die Stabführer, die Ratsherren und die Bürger der Stadt Zug ein Schreiben an die Vogteien, in welchem diese aufgehoben werden sollten, so auch die Vogtei Gangolfswil. An einer ausserordentlichen Landsgemeinde vom Sonntag, dem 11. Februar 1798, wurde allen «neu eingesessenen Bürgern» das Bürgerrecht verliehen und das Untertanenverhältnis in den Zuger Vogteien aufgehoben.

#### Die Herrschaft Buonas in Mittelalter und Reformation
Die Grundherrschaft Buonas kann bis ins 11. Jahrhundert nicht beschrieben werden, da viele lockere Bündnisse existierten. Als erster nach Buonas benannter Ritter wird Immo von Buonas in den Acta Murensia genannt. Er lebte im 12. Jahrhundert in der vermutlich zu dieser Zeit errichteten Burg Buonas. Durch die einhundert Jahre spätere Heirat von Adelheid von Buonas mit Ulrich von Hertenstein gingen Schloss und Herrschaft um das Jahr 1250 für rund 400 Jahre auf das Geschlecht der Hertenstein über, die erst durch den Tod von Erasmus von Hertenstein 1654 beendet wurde. Im Mittelalter hatte der Inhaber des Territoriums Buonas viele Hoheitsrechte, so die gerichtlichen Kompetenzen, Marktrecht, Wirtshausmonopol, Kirchenpatronatsrecht, Weisungsrechte über Masse und Gerichte, Fischenzen, Oberaufsicht über Waldungen sowie das Einsetzungsrecht auf Mühle und Schifffahrt. 1426 wurde die Gerichtsstätte, welche sich bis anhin vor der Kirche Risch befand, nach Buonas verlegt. 1494 bis 1498 wurde das 1478 abgebrannte Schloss wiedererrichtet. 1506 leitete der Buonaser Peter von Hertenstein auf Wunsch des Papstes die ersten Schweizergardisten nach Rom. Am 24. August 1570 bestieg Kardinal Karl Borromäus auf seiner Schweizer Visitationsreise in Buonas das Schiff, um nach Zug überzusetzen. Obwohl die Herrschaft 1656 durch das Abtreten von Katharina von Hertenstein an ihren Ehemann Johann Martin Schwytzer überging, blieben die Inhaber des Patronatsrechts der Kirche von Risch weiterhin bis 1798 Mitglieder der Familie von Hertenstein. Während der Machtausübung der Familie von Hertenstein kam es zu zahlreichen Konflikten mit der Stadt Zug, welche die um Buonas liegende Vogtei Gangolfswil beherrschte. Nach dem Tod von Johann Martin Schwytzer im Jahre 1713 ging die Herrschaft Buonas noch an diverse Familien über, 1782 an zwei Zuger Bürger. Infolge der Revolution 1798 gingen den letzten Besitzern Schloss und Rechte ohne Entschädigung verloren.

#### Weitere Besitzverhältnisse in Mittelalter und Reformation
Neben den beiden vorherrschenden Besitzverhältnissen gehörten kleinere Teilgebiete verschiedenen Klöstern. Das Kloster Engelberg verfügte über Streubesitze am Zugersee. Dem Kloster Kappel gehörten Gebiete südlich des Territoriums Buonas bis Böschenrot. Dem Stift Fraumünster gehörten Gebiete in Waldeten, die jedoch später an das Kloster Frauental verkauft wurden. Dieses besass zuvor bereits Gebiete in Waldeten. Zum Kloster St. Leodegar gehörten Gebiete in Ibikon und Breiten.
Des Weiteren galten die Weiler Küntwil, Ibikon, Stockeri und Rüti als stadtzugerische Besitzungen, waren aber nicht Teil der Vogtei Gangolfswil.

### Gemeinde Risch (ab 1798)
Durch die Französische Revolution und die dabei propagierten Werte der Freiheit, Gleichheit und Brüderlichkeit unter den Menschen wurden die Vogteien und Herrschaften 1798 aufgelöst. Lediglich die Pfarreigrenzen, welche in der Folge kantonsübergreifend waren, blieben bis ins 20. Jahrhundert bestehen.
Die heutige Gemeinde Risch entstand 1798 aus der ehemaligen stadtzugerischen Vogtei Gangolfswil im Norden, welche die Ortsteile Berchtwil, Holzhäusern, Waldeten, Zweiern und Dersbach umfasste, aus der Gerichtsherrschaft Buonas im Süden mit den Ortsteilen Buonas, Risch (kirchliches Zentrum) und Oberrisch sowie aus den stadtzugerischen Besitzungen Küntwil, Ibikon, Rüti und Stockeri. Diese Besitzungen nannten sich auch die drei oberen Nachbarschaften und gehörten der Pfarrei Meierskappel an. Zentrum der neuen politischen Gemeinde wurde Buonas.

#### Helvetik, Mediation und Restauration (1798–1830)
In den ersten Märztagen 1798 mussten nacheinander Freiburg, Solothurn und Bern vor den französischen Heeren kapitulieren. Die Bürger in den Landgemeinden (Ägeri, Menzingen und Baar ZG) waren bereit, den Kampf mit den sich nähernden Franzosen aufzunehmen. Am 11. April 1798 forderte Frankreich alle noch nicht besetzten Orte auf, sich kampflos zu ergeben und die Einheitsverfassung anzunehmen. Da die Stadt Zug es nicht schaffte, die Landsgemeinde friedlich zusammenzurufen, scheiterte ein Angriff durch Zug. Erst als die Kantone Schwyz, Uri und Unterwalden in den Kampf zogen, stimmte Zug um. Unter den Gefallenen befand sich ein Rischer. Nach den Kämpfen mussten Wagen in alle Kloster gebracht werden, um die Schätze nach Paris zu liefern.
Während der Helvetik (1798–1803) wurde die Bezeichnung Gemeinde durch das französische Fremdwort Munizipalität ersetzt. Die Munizipalität Risch zählte im Jahre 1798 793 Einwohner, davon 200 Aktivbürger. Risch gehörte zum Kanton Waldstätte, dessen Hauptort seit Mai 1799 die Stadt Zug war. Das bis anhin für die Vogtei Gangolfswil geführte Herrschaftswappen wurde durch den Zuger Schild mit dem Querbalken und dem Anfangsbuchstaben der Gemeinde ersetzt. Später tauchte das Gemeindewappen in verschiedensten Varianten in Verbindung mit oder ohne Luchs auf.
Mit der Mediationsakte von 1803 erhielt die Schweiz wieder die staatspolitische Struktur eines Staatenbundes. Nun bestand der Kanton Zug aus neun Gemeinden, die Sonderstellung der Stadt Zug wurde aufgehoben. Die Landsgemeinde wurde als höchste kantonale Instanz eingesetzt. Munizipalitäten und Gemeindekammern wurden aufgelöst. Neue gesetzgebende Behörde wurde ein Kantonsrat (le conseil du canton), auch Stadt- und Amtsrat genannt. Die Rischer bekannten sich am 28. August 1814 eindeutig zum neuen Grundgesetz, das als wesentliches Merkmal den Übergang von der direkten zur repräsentativen Demokratie brachte. Am 9. September 1814 kam es zur Annahme des schweizweiten neuen Bundesvertrages beziehungsweise dessen Beschwörung am 7. August 1815, wodurch die Schweiz in die Epoche der Restauration eintrat. Zu dieser Zeit versammelte sich die Gemeinde in Buonas. 1828 wurde das gemeindliche Armen- und Waisenhaus im «Bürgerhof» in Holzhäusern eröffnet.

#### Regeneration und Sonderbundskrieg (1830–1848)
In den Republiken des eidgenössischen Staatenbundes prallten während der Regeneration nach 1830 konservative und liberale Kräfte aufeinander. Sie rangen um die Macht in den einzelnen Kantonen und um die Gestaltung des Bundes. In den vierziger Jahren steuerten die politischen Gegensätze in der Schweiz auf eine Krise zu. Die Erbitterung der liberalen Minderheit war im Spätjahr 1844 bereits so stark angewachsen, dass diese in Luzern am 8. Dezember einen gewaltsamen Sturz der Regierung versuchte. Der erste Freischarenzug misslang, zahlreiche Liberale mussten in die Nachbarkantone fliehen, unter anderem nach Zug. Dabei stand das Wirtshaus Zum Rothen Kreuz bei der konservativen Regierung Luzerns im Ruf, Hort für Luzerner Freischaren und Regimegegner zu sein. Um gegen neue Angriffe geschützt zu sein, gründeten im Dezember 1845 die sieben katholisch-konservativen Kantone eine Schutzvereinigung, den Sonderbund. Nach dem Fall von Freiburg am 14. November 1847 ordnete General Dufour seine Truppen für einen Angriff auf Luzern. Nachdem Zug am 21. November kampflos kapitulierte, kam es am 23. November in Gisikon und Meierskappel zu den entscheidenden Kämpfen zwischen den Sonderbunds- und Tagsatzungstruppen. Das kupierte Gelände der Gemeinde Risch spielte dabei für den Aufmarsch der eidgenössischen Truppen eine entscheidende Rolle.
Beim Angriff auf die Gefechte auf dem Michaelskreuz gruppierten sich die Brigaden Egloff und König in Berchtwil. Um 11 Uhr und 12 Uhr folgte der Vorstoss der Brigade König, die über Rotkreuz und Küntwil angriff. Die Brigade Egloff sollte über Honau und Gisikon angreifen. Bei dem Gefecht von Meierskappel in der Nacht vom 22. auf den 23. November 1847, bei dem nicht sicher war, wo das Gefecht stattfinden würde, und eine Schlacht von Rotkreuz vermutet wurde, blieb die Gemeinde Risch schlussendlich grösstenteils verschont. Denn die Brigade Bataillon schaffte es nicht, bis Rotkreuz vorzustossen, sie trafen schon in Meierskappel auf die Feinde. Durch die Kämpfe auf Rischer Boden wurden verschiedene Privatpersonen geschädigt. Der Gemeinderat erhielt von einem Hilfsverein des Kantons Zug 50 Franken, die er auf vier Geschädigte verteilte. Risch hatte dem Kanton Zug 3587 Franken (von 26.650 Franken für die Okkupationsschuld) zu bezahlen.

#### Moderner Bundesstaat und Industrialisierung (ab 1848)

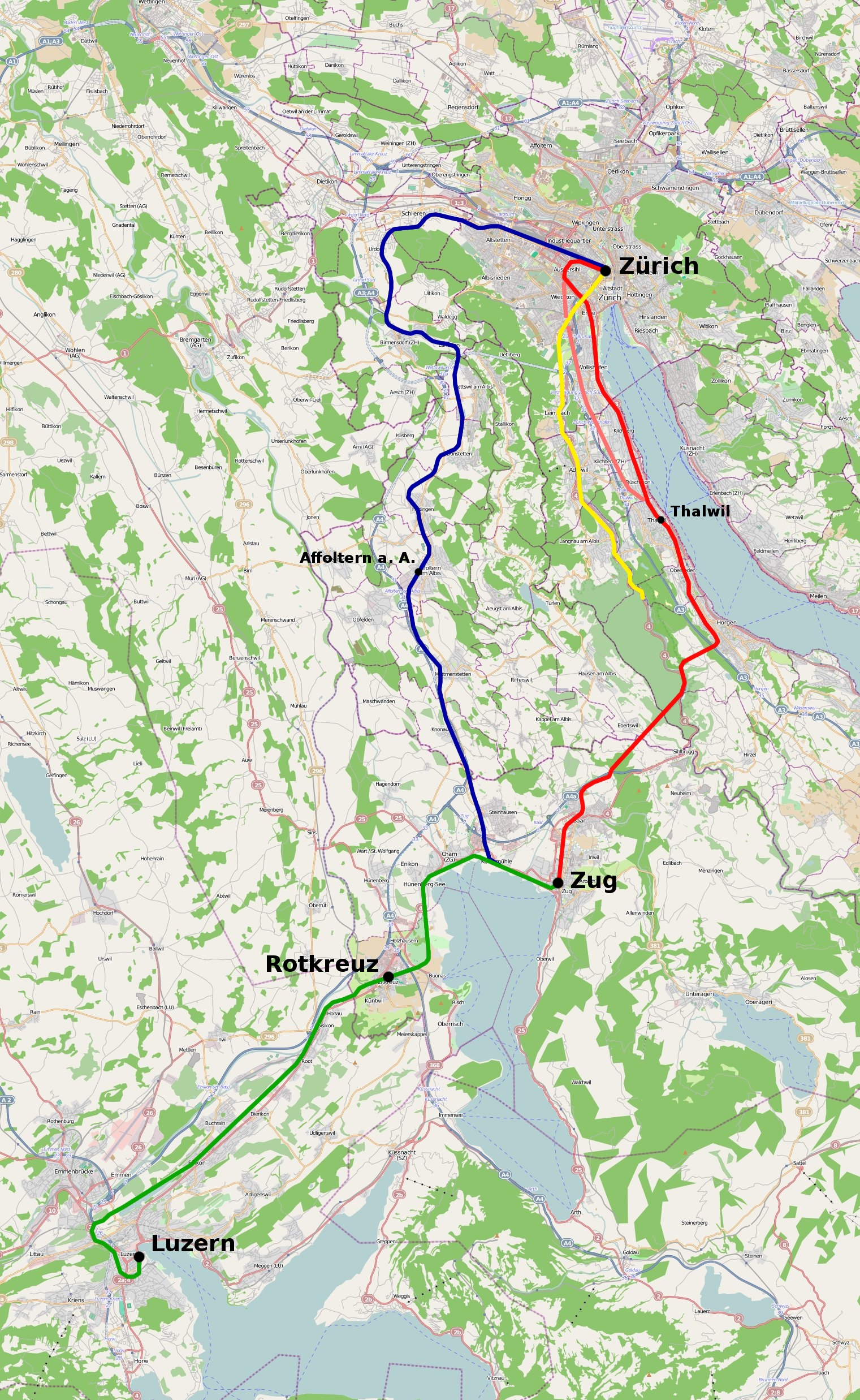
Rotkreuz an der Bahnstrecke Zürich-Luzern, in grau sind die Gotthardbahn und die Aargauische Südbahn zu erkennen.

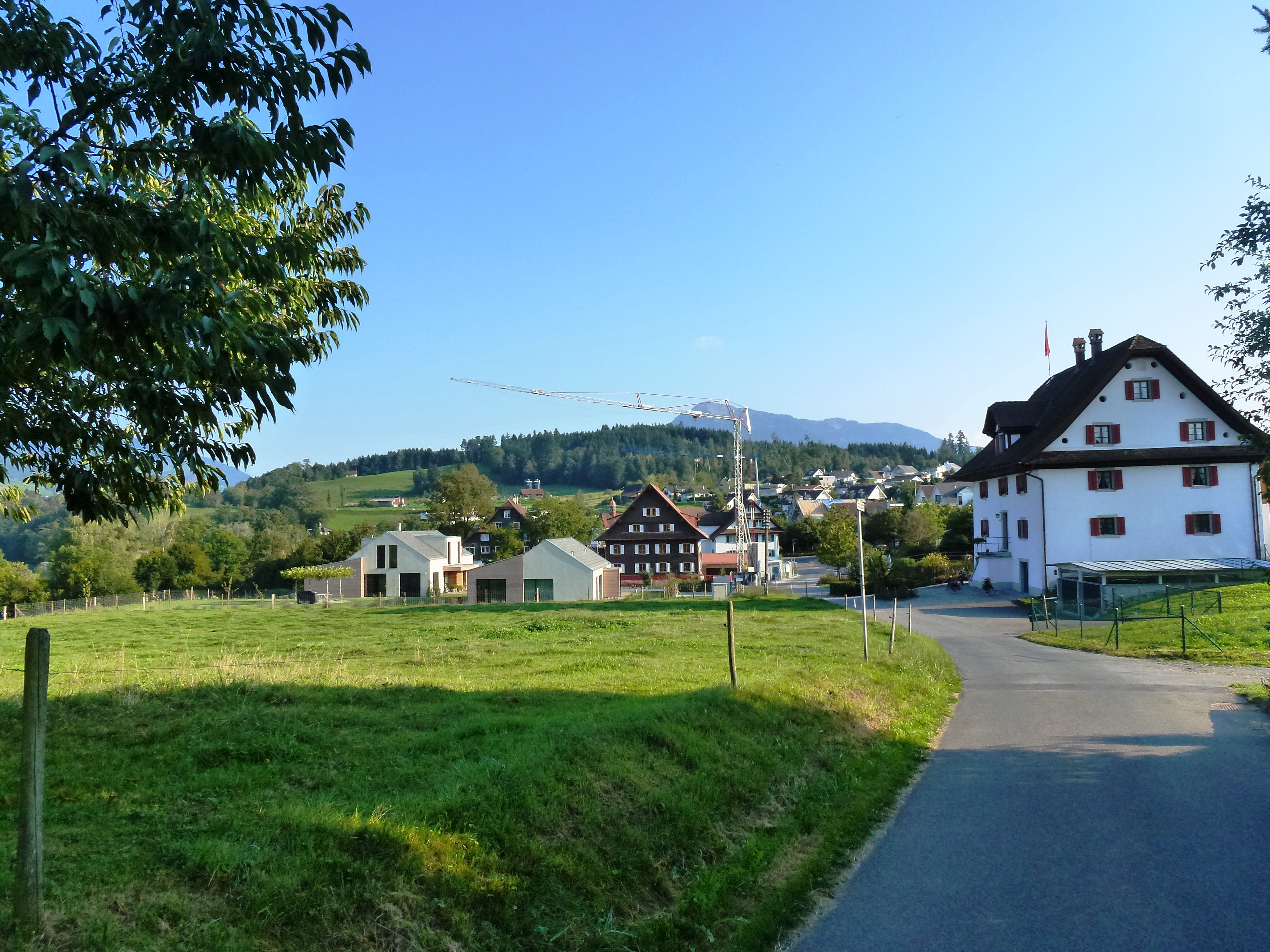
Die Dörfer Risch, Buonas (im Bild) und Holzhäusern konnten ihre Eigenständigkeit bewahren.

In der Zeit nach dem Sonderbundskrieg gab es in der Gemeinde noch einige Probleme. Die Rischer wehrten sich gegen die Kantonsverfassung, die schulischen Verhältnisse in der Gemeinde führten zu Zerreissproben und die Kapellenverantwortung musste nach dem Tode des alten Kapellenverantwortlichen, Heinrich Ludwig Anton Keiser, neu festgelegt werden. Im Steuerwesen hatten die drei oberen Nachbarschaften Ibikon, Küntwil und Stockeri ebenfalls Lasten zu tragen. Bis 1873 existierte die Einheitsgemeinde, welche durch die Kantonsverfassung neu in die Einwohner-, Bürger- und Kirchengemeinde unterteilt wurde. Durch die Französische Revolution wurden Wegsteuern und andere Privilegien aufgehoben. Trotzdem sind bis ins 19. Jahrhundert Zollstellen im Kanton Zug zu finden. Bis zum Bau der Kantonsstrasse 1839/1840 lag die Rischer Zollstelle in Berchtwil, danach in dem 1810 neu erbauten Gasthof Zum Rothen Kreuz, der bis 2011 bestand.
Ende der 1850er Jahre wurden Pläne für Bahnlinien zwischen Zürich und Luzern ausgearbeitet. Durch das geplante Projekt der konkurs gegangenen Ostwestbahn wurde 1864 der von Paul Adolphe Tièche und Jakob Friedrich Wanner entworfene Bahnhof Rothkreuz erbaut. Durch die Eröffnung der Gotthardbahn 1872, welche von der Schweizerischen Centralbahn geleitet wurde, und der Aargauischen Südbahn 1881 wurde Rotkreuz zum zentralen Umsteigepunkt der Reisenden aus dem Deutschen Reich in Richtung Tessin und Italien. Ab 1882 nahm die Bautätigkeit und die Bevölkerungszahl, vor allem im neu entstehenden Ort Rotkreuz, zu. Neue Zufahrtslinien über Zürich und Zug bildeten Konkurrenz, wodurch die Gotthardbahn ihren Verkehr über Rotkreuz zum 1. Mai 1897 einstellte. Die Bevölkerungszahl wurde rückläufig.
Bis zum Zweiten Weltkrieg blieb die Gemeinde lediglich Knotenpunkt im Bahn- und Strassenverkehr, Industrie entwickelte sich kaum. 1874 befand sich für kurze Zeit eine Ziegelei in Rotkreuz, ab 1895 eine Parqueterie-Fabrik, welche 1904 als erstes Gebäude der Gemeinde an das Elektrizitätswerk Rathausen angeschlossen wurde. 1906 wurde die Milchverwertungsgenossenschaft Risch gegründet, welche 1907 mit dem Bau des Käsereigebäudes begann. Ab den 1930er Jahren fanden sich in Rotkreuz eine Niederlassung der Sauer- und Wasserstoffwerke Luzern sowie des Tierfutterfabrikanten Utro. Erste grössere industrielle Ansiedlung war die (erste schweizerische) Erdölraffinerie, welche von der IPSA (Industrie petrolifère SA) 1940 in Rotkreuz eröffnet wurde. Neben der Raffinerie wurde ein Extraktionswerk erbaut, das aus Kaffeesatz Öl und Heizmaterial gewann. Nach dem Zweiten Weltkrieg liessen sich mehr Firmen, hauptsächlich in Rotkreuz, nieder. 1959 wechselte die Gemeindekanzlei von Buonas nach Rotkreuz in das alte Schulhaus. 1962 ging das Areal der Erdölraffinerie, nachdem diese nach Ägypten verkauft wurde, in den Besitz des OKK (Oberkriegskommissariat) des Bundes und wurde um acht Grosstanks erweitert. In diesen Tanks ist heute Kerosin für Flugzeuge der Schweizer Armee gelagert. 1970 wurden durch die Ortsplanung die Grenzen des Ortes Rotkreuz festgelegt. Neue Wohngebiete in Nähe des Bahnhofes wurden geschaffen und ein neues Dorf entstand. 1969 wurde die erste Umfahrung des Ortskerns von Rotkreuz freigegeben, ab 1974 die Autobahnen N4 und N14, wodurch die Gemeinde an das Schweizer Nationalstrassennetz angeschlossen wurde und weiter an wirtschaftlicher Attraktivität gewann.

#### Aufschwung zum Gewerbe- und Pharmastandort

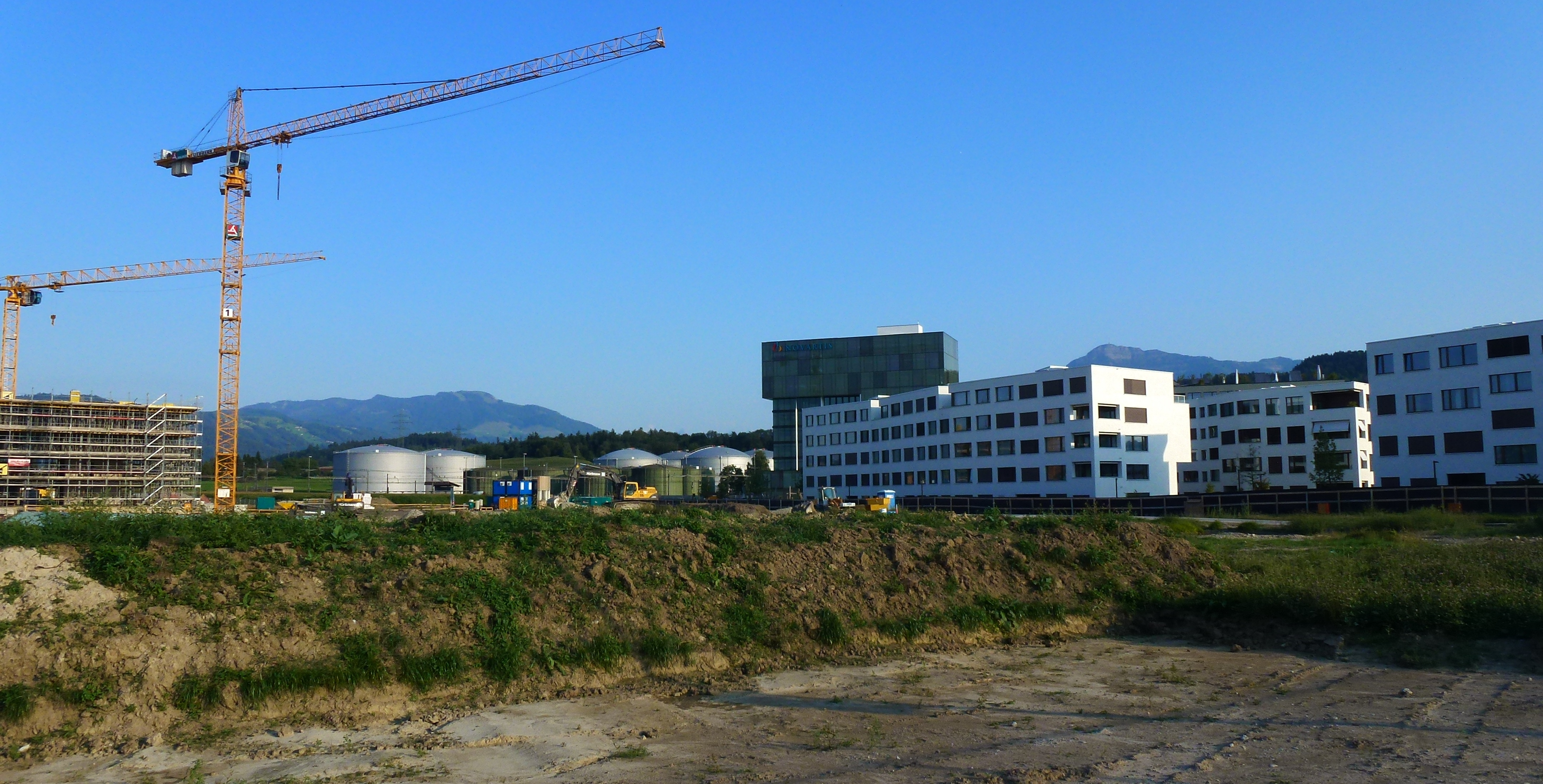
Viele neue Wohngebiete wurden in der Gemeinde geschaffen, im Bild sind Bauarbeiten in der Langweid in Rotkreuz.

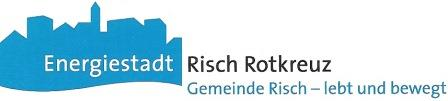
Energiestadt Risch Rotkreuz

In der zweiten Hälfte des 20. Jahrhunderts erfolgte der dynamische Ausbau der Region Zug zu einem nationalen und internationalen Finanz- und Handelsplatz, begünstigt durch die Nähe zu Zürich und eine wirtschaftlich attraktive Steuerpolitik. Die Arbeitsplätze nahmen rasant zu, die Einwohnerzahl stieg markant, der Bauboom brach fast explosionsartig aus. In Risch liess sich bald der erste Pharmakonzern, Roche Diagnostics, mit seinem Schweizer Hauptsitz in Rotkreuz nieder und viele weitere Kleine und mittlere Unternehmen folgten. Zug stieg an die Spitze der finanzstarken Kantone auf. Zu den grossen Neubausiedlungen in Rotkreuz zählten ab 1970 Arealbebauungen in der Weid und an der Berchtwilerstrasse, 1972 wurde der neue, grössere Bahnhof eingeweiht, ab 1975 entwickelt sich das Gewerbegebiet Rotkreuz, zwischen Dorf und Autobahn. Die Dörfer Holzhäusern und Risch entwickelten sich nur langsam, Buonas erlebte durch die Erweiterung des Einfamilienhausviertels ab 1980 einen starken Bevölkerungsanstieg. Alle Dörfer behielten ihre Eigenständigkeit.
1986 wurde das neue Rathaus der Gemeinde in einem städtebaulichen Konzept mit Altersheim und zentralen Einrichtungen eröffnet; Rotkreuz wurde zum Zentrum der Gemeinde Risch. Die Schule Rotkreuz wurde in verschiedenen Etappen erweitert, neue Arealbebauungen nördlich des Bahnhofs (unter anderem Schöngrund, Sonnmatt, Grundstrasse, Birkenmatt), in der Halden, in Waldegg und in Küntwil realisiert. Ab 1994 wurde der Golfplatz Holzhäusern angelegt, der grösste Golfplatz der Schweiz; das Projekt zum Bau des Legolandes Schweiz scheiterte. Ab 2000 folgten Arealbebauungen wie Am Sijentalwald, Lindenmatt und Allrüti. Roche Diagnostics erbaute im Schlosspark Buonas 2001 ein Fortbildungszentrum und verlegte bis 2008 seinen internationalen Hauptsitz nach Rotkreuz. Seit 2004 besteht ein Anschluss an die Stadtbahn Zug und die S-Bahn Luzern. 2008 wurde der Gemeinde Risch das Label der Energiestadt verliehen. Ab 2009 wurde der alte Ortskern Rotkreuz westlich des Rathauses neu gebaut und umgestaltet, ab 2011 mit dem Bau des autofreien Quartiers Langweid begonnen. Hierbei handelt es sich um die grösste Holzbausiedlung der Zentralschweiz. 2011 wurde mit dem Roche-Tower das erste als Hochhaus klassifizierte Gebäude in Risch errichtet; es ist bis zur Vollendung des Park-Towers in der Stadt Zug das höchste Gebäude des Kantons. 2013 zentralisierte der Pharmakonzern Novartis seinen Schweizer Verwaltungshauptsitz der Novartis Pharma, Sandoz Pharmaceuticals, Alcon und Consumer Health ebenfalls hierher. Durch diese Entwicklungen verfünffachte sich die Bevölkerung in 50 Jahren. Seit 2016 ist Rotkreuz Hochschulstandort der Hochschule Luzern.
2005 scheiterte die Gemeindefusion mit der Luzerner Gemeinde Meierskappel. Seit 2007 nennt sich die Gemeinde inoffiziell Risch Rotkreuz, 2009 feierte der Ort Risch sein 850-jähriges Bestehen. Ende 2012 wurde die 10'000-Einwohnergrenze überschritten, jedoch will sich Risch weiterhin Gemeinde nennen.

### Ortsnamen
In der am 28. März 1159 von Papst Hadrian IV. im Lateran in Rom ausgestellten Urkunde, worin das Kloster Muri unter den Schutz des Papstes gestellt wird, wird die Kirche in Rishe erstmals urkundlich erwähnt. Weitere, in Urkunden genannte Namen sind beispielsweise Riske, Rixa, Rysche, Rischse oder Rischs. Schon der älteste Beleg zeigt die Aussprache mit einem langen i, wie es auch heute noch ausgesprochen wird (in phonetischer Lautschrift [ˈriːʃ]). Nach dem Wörterbuch von Weigand bedeutet Risch eine Sumpfbinse, scirpus lacustris, welche in Ried, Sumpfland und Rodung übertragen werden kann. Diese sind am unteren Kirchberg wiederzufinden. Aufgrund der wichtigen Pfarrei Risch wurde dieser Name 1798 für die neu gebildete Gemeinde verwendet.
Das Gebiet von Rotkreuz, das bis ins 17. Jahrhundert Rotrüti hiess, ist ebenfalls nach einer Pflanze benannt. Wie Böschenrot befindet sich im Wort Rotrüti das althochdeutsche Wort riotto, das so viel wie Schilfrohr bedeutet. Dieses Schilf geht zurück auf den See von Rotkreuz, als der Zugersee in der Nacheiszeit bis Rotkreuz reichte. Da der Boden von Rotrüti oftmals stark bewaldet war, findet man das Teilwort -rüti im Namen. 1685 erwies sich die Rotrüti in zwei Teile aufgeteilt, was auch das Verschwinden des Flurnamens erklärt. Auf dem südlichen Teil der Rotrüti stand ein urkundlich ab etwa 1610 nachweisbares Kreuz. Dies stand früher auf der Fortsetzung des Moränenhügels, worauf sich heute die reformierte Kirche befindet. Nach diesem roten Kreuz wurde 1840 der Bauernhof Rotkreuzhof und 1864 der neue Bahnhof benannt. Anfang des 20. Jahrhunderts wird noch häufig von beim roten Kreuz gesprochen. Durch die Zonenplanung 1970 wurden Name und Grösse von Rotkreuz festgelegt.
Auch andere Orts- und Flurnamen sind nach Pflanzen oder pflanzenähnlichen Dingen benannt. Die Namen Binzmühle und Binzrain entstanden nach den an diesem Ort auffindbare Binsen, Bŏchunnaso ist nach der Landzunge (Nase) benannt, die von Buchen bewachsen ist (später entstand hieraus Buonas). Rodungsflurnamen treten an ehemaligen bewaldeten Gebieten auf, wie beispielsweise in Rüti, Allrüti, Bannholz, Schachen und Stockeri. Hingegen ist Waldeten, bei dem man einen Zusammenhang mit einem Wald vermuten könnte, nach dem Altdeutschen Namen Waltrat benannt. Der Flurname Alznach ist auf den gallo-römischen Ortsnamen Alciniacum zurückzuführen. Anderer Flurnamen lassen auf eine spätere Besiedelung durch Alamannen schliessen, wie Berchtwil, Gangolfswil, Ibikon oder Küntwil.
In den Acta Murensia von 1100 werden die Flurnamen Terisbak (heute Dersbach), Holzhäusern und Rishe (heute Risch) erstmals urkundlich erwähnt. In Hans Conrad Gygers Zürcher Kantonskarte von 1667 und in der Walserkarte von 1768 tauchen die Ortsnamen Büchenaß, Fahr, Hertenstein, Rysch, Holzhüsern, Berchtwyl und Ybicken auf.

### Gemeindewappen
Blasonierung des Gemeindewappens von Risch: In Gold (Gelb) auf grünem Boden ein grüner Laubbaum mit roten Früchten, rechts am Baum ein linksgewendeter aufrechter roter Luchs.
Auf dem heutigen Gemeindewappen zeigt sich weder das Pfarreisiegel von Risch, noch das Rittergeschlecht von Buonas, noch das ihrer Nachfolger der Herren von Hertenstein. 1597 galt die Darstellung der heiligen Verena als Wappen der Vogtei Gangolfswil. Es wird vermutet, dass die Vogtleute von Gangolfswil im 16. Jahrhundert zu einem eigenen und neuen Wappenschild gegriffen haben, welches seit 1612 fassbar ist. Auf diesem ist der Luchs jedoch rechtsseitig ansteigend. Der Luchs, der ein sehr seltenes Wappentier ist, kann aufgrund der grossen Jagden von 1700 wiedergefunden werden, da zu dieser Zeit viele Tiere, unter anderem Luchse, getötet wurden. Eine weitere Überlieferung des Luchses auf dem Wappen ist die Luchsverehrung im 18. Jahrhundert. Der Baum und die Früchte stehen für das (früher) stark bewaldete, und oftmals fruchtbare, Gebiet.
Das Wappen der in der Helvetik gebildeten Munizipalität Risch war das zugerische Bindenschild, übderdeckt von der Initiale R, und war in Gebrauch von Gemeinde und Kirchgemeinde bis Ende des 19. Jahrhunderts. Die Herrschaft Buonas hatte, abgesehen während der Herrschaft der Hertensteiner, ein eigenes Wappen, welches heute noch im Banner von Buonas wiederzufinden ist.

## Bevölkerung

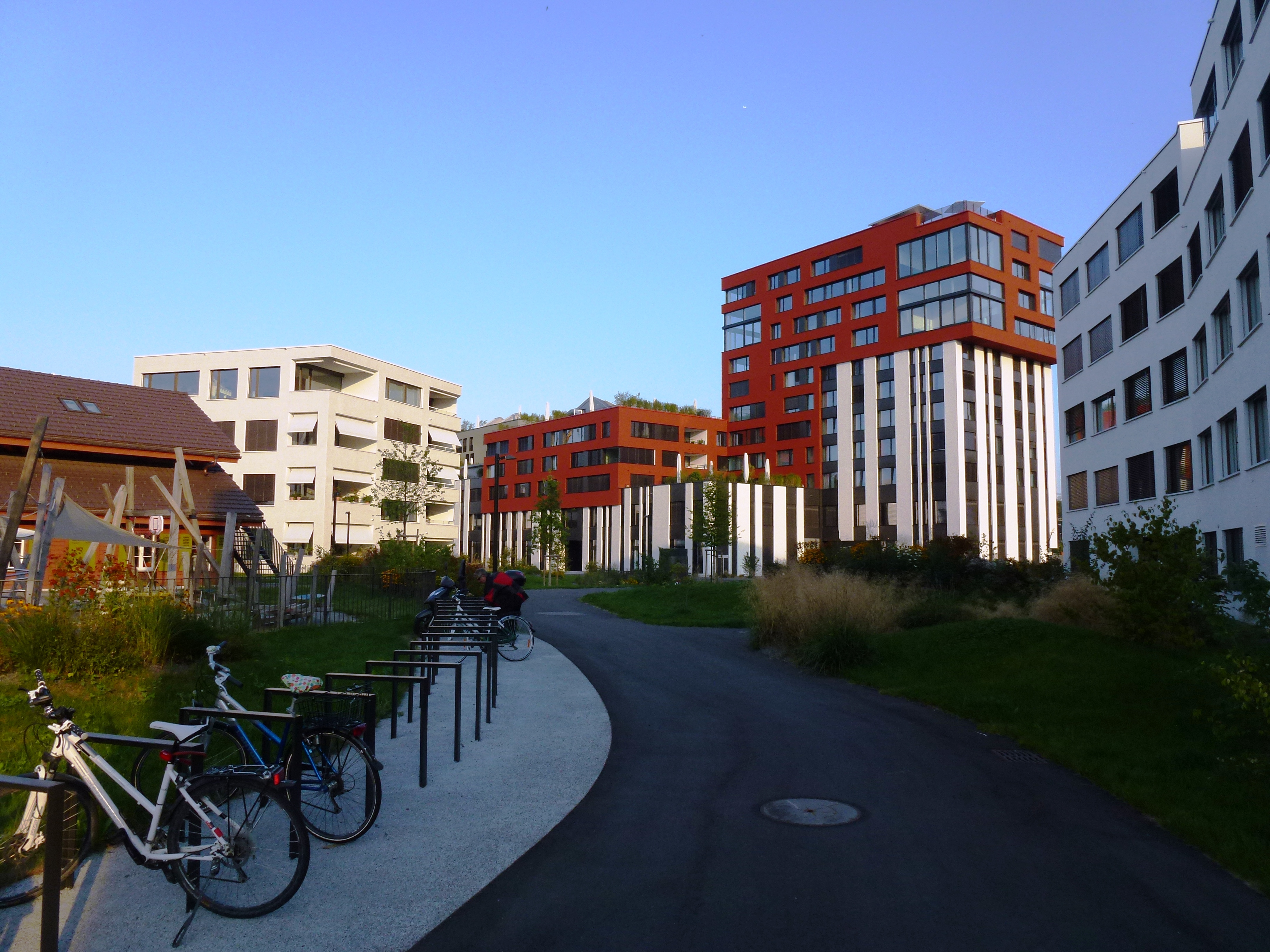
Durch das starke Bevölkerungswachstum wurden viele neue Wohn- und Geschäftsgebiete geschaffen. Im Bild: Die Überbauung Suurstoffi in Rotkreuz.

### Bevölkerungsentwicklung
Vor dem Bahnbau um 1860 wuchs die Gemeinde Risch nur langsam. Zur Zeit der alten Eidgenossenschaft betrug die Einwohnerzahl etwa 700 Einwohner in 150 Haushalten, was rund fünf Personen pro Haushalt entsprach. Ab der Zeit der Helvetischen Republik nahm die Einwohnerzahl zu. Kurz vor 1850 stieg sie auf über 1'000 Einwohner in 167 Haushalten, was rund sechs Personen pro Haushalt entsprach. 1880 erreichte die Zahl ein Hoch von 1235 Einwohnern. Durch die Umlegung des Gotthardverkehrs auf die Bahnstrecke östlich des Zugersees nahm die Bevölkerung ab 1897 ab und erholte sich erst wieder um 1920. Ab 1930 setzte ein kontinuierliches Wachstum der Bevölkerung ein, welches sich ab 1970 verstärkte durch Ortsplanung im sich vom kleinen Eisenbahndörfchen zur Kleinstadt entwickelnden Rotkreuz. Ab 1960 stieg die Anzahl Haushalte an von 441 (1960) auf 806 (1970), 1321 (1980) und 1786 im Jahr 1985. Die Anzahl der Personen pro Haushalt sank gleichzeitig von 5,7 (1888) auf 4,8 (1950), 3,9 (1970) und schliesslich auf 2,9 Personen pro Haushalt im Jahr 1985. Durch die starke Bevölkerungszunahme von 1980 bis 2010 um mehr als 5000 Einwohnern (mehr als 50 %), war Risch eine der Gemeinden mit der grössten (prozentualen und absoluten) Veränderung der Wohnbevölkerung von 1980 bis 2000 der Schweiz. Seit 2008 waren deutlich mehr Zu- als Wegzüge zu verzeichnen. Teilweise lag der absolute Wert der Zuzüger höher als jener der Stadt Zug. 2012 wurden 992 Zuzüge und 857 Wegzüge verzeichnet. Ende 2011 lag die Einwohnerzahl von Personen mit wirtschaftlichem Wohnsitz bei 9'807 in 3’797 Haushalten, Ende 2012 bei 10'005, Ende 2013 bei 10'195, Mitte 2015 bei 10'439. Durch weitere Bautätigkeit, vor allem in Langweid (Suurstoffi) und Lindenmatt ist weiterhin von einem starken Bevölkerungswachstum auszugehen. Die Einwohnerzahl verfünffachte sich in 50 Jahren.
In den Jahren 1850/1880 war eine jährliche Veränderung der Bevölkerung von 0,7 %, 1880/1910 von -0,4 % und 1910/1941 von 0,9 % zu verzeichnen; danach, in den Jahren 1941/1970 und 1970/2000, eine deutliche Veränderung von 2,7 % und 2,8 %. Ende 2011 lag die jährliche Veränderung der Bevölkerung bei 5,44 % gegenüber 2010, was dem höchsten Wert im Kanton Zug entsprach.
| Risch: Einwohnerzahlen von 1743 bis 2020                                                                                               | Risch: Einwohnerzahlen von 1743 bis 2020 | Risch: Einwohnerzahlen von 1743 bis 2020 | Risch: Einwohnerzahlen von 1743 bis 2020 | Risch: Einwohnerzahlen von 1743 bis 2020 |
| --- | ---------------------------------------- | ---------------------------------------- | ---------------------------------------- | ---------------------------------------- |
| Jahr |                                          |                                          |                                          | Einwohner                                |
| 1743 | 1743                                     |                                          | 667                                      | 667                                      |
| 1749 | 1749                                     |                                          | 548                                      | 548                                      |
| 1754 | 1754                                     |                                          | 603                                      | 603                                      |
| 1768 | 1768                                     |                                          | 729                                      | 729                                      |
| 1798 | 1798                                     |                                          | 736                                      | 736                                      |
| 1817 | 1817                                     |                                          | 793                                      | 793                                      |
| 1830 | 1830                                     |                                          | 820                                      | 820                                      |
| 1836 | 1836                                     |                                          | 923                                      | 923                                      |
| 1847 | 1847                                     |                                          | 1.004                                    | 1.004                                    |
| 1850 | 1850                                     |                                          | 1.005                                    | 1.005                                    |
| 1860 | 1860                                     |                                          | 1.027                                    | 1.027                                    |
| 1870 | 1870                                     |                                          | 896                                      | 896                                      |
| 1880 | 1880                                     |                                          | 1.235                                    | 1.235                                    |
| 1888 | 1888                                     |                                          | 1.171                                    | 1.171                                    |
| 1900 | 1900                                     |                                          | 1.047                                    | 1.047                                    |
| 1910 | 1910                                     |                                          | 1.106                                    | 1.106                                    |
| 1920 | 1920                                     |                                          | 1.258                                    | 1.258                                    |
| 1930 | 1930                                     |                                          | 1.281                                    | 1.281                                    |
| 1941 | 1941                                     |                                          | 1.449                                    | 1.449                                    |
| 1950 | 1950                                     |                                          | 1.630                                    | 1.630                                    |
| 1960 | 1960                                     |                                          | 2.038                                    | 2.038                                    |
| 1970 | 1970                                     |                                          | 3.182                                    | 3.182                                    |
| 1980 | 1980                                     |                                          | 3.988                                    | 3.988                                    |
| 1990 | 1990                                     |                                          | 5.414                                    | 5.414                                    |
| 2000 | 2000                                     |                                          | 7.241                                    | 7.241                                    |
| 2010 | 2010                                     |                                          | 9.085                                    | 9.085                                    |
| 2020 | 2020                                     |                                          | 11.212                                   | 11.212                                   |
| Quelle(n): 1743 hls; Volkszählungen in der Schweiz vor 1850; Bevölkerungsentwicklung der Gemeinden 1850–2000; 2010 ESPOP, 2020 STATPOP |                                          |                                          |                                          |                                          |

### Sprachen
Die Alltagssprache ist Schweizerdeutsch, eine hochalemannische Mundart. Hinzu kommen Sprachen der Zugewanderten aus anderen Sprachgebieten der Schweiz und dem Ausland.

### Religionen – Konfessionen
In früheren Zeiten war die gesamte Bevölkerung Mitglied der römisch-katholischen Kirche. Bei der Volkszählung 1850 bestand die gesamte Einwohnerschaft von 1'005 Bewohnern aus katholischen Christen. Bei der letzten klassischen Volkszählung im Jahr 2000 waren von den 7'241 Bewohnern 4'557 oder 62,93 % katholische und 1'007 oder 13,91 % reformierte Christen. Daneben gab es 497 Muslime und 176 orthodoxe Christen. Bereits 501 Personen waren konfessionslos und 284 Menschen machten keine Angaben zu ihrer Konfession.
Die beiden Landeskirchen schrumpfen deutlich. Im Jahr 2022 gehörten (laut Berechnungen des Bundesamts für Statistik) nur noch 46,1 % der Bevölkerung zur Katholischen Kirche und 10,7 % zur Evangelisch-Reformierten Landeskirche. Die Zahl der Konfessionslosen und Muslime ist seit der letzten klassischen Volkszählung 2000 stark gewachsen. Zusammen mit Christen ausserhalb der Landeskirchen, nichtchristlichen Glaubensgemeinschaften und Konfessionslosen stellen sie 43,3 % der Einwohnerschaft.

### Herkunft – Nationalität
Von den Ende 2022 11'253 Personen waren 8'117 Schweizer Staatsangehörige und 3'136 (27,87 %) Menschen anderer Staatsangehörigkeit. Die grössten Zuwanderergruppen kommen aus Deutschland (478 Menschen), Italien (373), Portugal (293), Kosova/dem Kosovo (200), Bosnien und Herzegowina (117), Kroatien (102), dem Vereinigten Königreich (100), der Nordmazedonien (91), Österreich, Serbien und Sri Lanka (je 86).

### Altersstruktur
Die Gemeinde zählt einen hohen Anteil an Leuten im mittleren Alter. Während der Anteil der Personen unter zwanzig Jahren 20,51 % der Ortsbevölkerung ausmacht, sind 14,79 % Senioren (65 Jahre und älter). Die grösste Altersgruppe stellen die Personen zwischen 30 und 44 Jahren. Trotz der Alterung der Generation der Babyboomer (Jahrgänge bis 1965) hat die Gemeinde eine vergleichsweise gute Altersstruktur. Auf 100 Leute im arbeitsfähigen Alter (20–64 Jahre; 7'281 Personen) entfallen 32 Junge (2'308 Personen) und 23 Menschen (1'664 Personen) im Pensionsalter.
Die aktuelle Altersverteilung zeigt folgende Tabelle:
| Alter                                                             | 0–6 Jahre | 7–15 Jahre | 16–19 Jahre | 20–29 Jahre | 30–44 Jahre | 45–59 Jahre | 60–79 Jahre | 80 Jahre und mehr | Einwohner |
| Anzahl                                                            | 869       | 1'011      | 428         | 1'269       | 2'782       | 2'549       | 2'016       | 329               |           |
| Anteil                                                            | 7,72 %    | 8,98 %     | 3,80 %      | 11,28 %     | 24,72 %     | 22,65 %     | 17,92 %     | 2,92 %            | 100 %     |
| Quelle: Bundesamt für Statistik, Bevölkerung nach Alter Ende 2022 |           |            |             |             |             |             |             |                   |           |

## Politik

### Legislative
Die Versammlung der Stimmberechtigten, die Gemeindeversammlung, übt die Legislativgewalt aus. Sie tritt zusammen auf Einladung des Gemeinderates, auf Begehren eines Zwanzigstels der Stimmberechtigten oder auf Anordnung der Aufsichtsbehörde. Zu ihren Aufgaben gehören: Der Erlass der Gemeindeordnung; der Erlass von allgemein verbindlichen Gemeindereglementen; die Beschlussfassung über den Zusammenschluss mit einer anderen Gemeinde und über Änderung der Gemeindegrenzen, sofern es sich nicht um kleine Grenzbereinigungen handelt; die Beschlussfassung über den Voranschlag, den Steuerfuss und die übrigen Gemeindesteuern; die Genehmigung der Jahresrechnung und allfälliger Separatrechnungen; die Beschlussfassung über neue Ausgaben und Kredite, soweit nicht der Gemeinderat zuständig ist; die Beschlussfassung über die Errichtung öffentlich-rechtlicher Anstalten oder Beteiligung an solchen Beschlussfassung über die Gründung von oder Beteiligung an privaten Unternehmungen oder Organisationen sowie über die Gewährung von Darlehen an solche; die Bewilligung von Kauf und Verkauf von Grundstücken, soweit nicht der Gemeinderat durch Gemeindebeschluss zuständig erklärt wird; sowie die Aufsicht über die Tätigkeit des Gemeinderates und Oberaufsicht über die Gemeindeverwaltung. Die Gemeindeversammlung tritt Anfang Juni und Ende November zusammen.

### Exekutive
Ausführende Behörde ist der Gemeinderat. Seine Amtsdauer beträgt vier Jahre. Der Gemeinderat besteht aus fünf Mitgliedern und dem Gemeindeschreiber mit beratender Stimme. Der Rat führt und repräsentiert die Einwohnergemeinde nach aussen, besorgt die Gemeindeangelegenheiten, soweit sie nicht durch Gesetz oder Gemeindebeschluss einem andern Organ zugewiesen sind und regelt im Rahmen des Gesetzes die Organisation der Gemeindeverwaltung. Der Gemeinderat vollzieht die Gemeindebeschlüsse, erlässt Benützungs- und Gebührenordnungen für öffentliche Gebäude, Anlagen und andere Einrichtungen der Gemeinde und vollzieht die Aufgaben, die ihm von Kanton und Bund zugeteilt wurden.
Neben den im Kanton Zug präsenten Parteien SVP, Die Mitte, FDP und SP gibt es in Risch die linksalternative Gleis3 Risch-Rotkreuz, welche auf Kantonsebene in die Alternative Kanton Zug eingebunden ist. Sie erhielt bei der Gesamterneuerungswahl 2015 keinen Sitzplatz im Gemeinderat.
Am 2. Oktober 2022 wurde der Gemeinderat Risch für die Periode 2023–2026 gewählt. Die Mitte und die FDP sind mit jeweils zwei Sitzen stärkste Parteien. Der seit 2009 als 24. Gemeindepräsident amtierende Peter Hausherr (Die Mitte) ist weiterhin in seiner Funktion. Ivo Krummenacher ist 15. Gemeindeschreiber Rischs.
| Gemeinderat Risch 2023–2026 | Gemeinderat Risch 2023–2026 | Gemeinderat Risch 2023–2026 | Gemeinderat Risch 2023–2026 |
| Name                        | Partei                      | Funktion                    | Ressort                     |
| --------------------------- | --------------------------- | --------------------------- | --------------------------- |
| Peter Hausherr              | Die Mitte                   | Gemeindepräsident           | Stabsstelle Präsidiales     |
| Markus Scheidegger          | Die Mitte                   | Gemeinderat                 | Bildung/Kultur              |
| Patrick Wahl                | FDP.Die Liberalen           | Gemeinderat                 | Planung/Bau/Sicherheit      |
| Simone Wigger               | FDP.Die Liberalen           | Gemeinderat                 | Soziales/Gesundheit         |
| Francesco Zoppi             | SVP                         | Gemeinderat                 | Finanzen/Controlling        |

### Judikative
Auf kommunaler Ebene verfügt die Gemeinde Risch über einen Friedensrichter. Der Friedensrichter versucht, alle Zivilstreitigkeiten vermittelnd zu erledigen. Wo dies nicht möglich ist und der im Gesetz vorgesehene Streitwert seine Zuständigkeit nicht übersteigt, hat er endgültig zu urteilen. In den anderen Fällen hat er den Weisungsschein auszustellen. Nächsthöhere Instanz ist das Kantonsgericht Zug.

### Bürgergemeinde
Die Bürgergemeinde Risch vertritt die in Risch heimatberechtigten Personen und ist eine von elf Bürgergemeinden im Kanton Zug. Die Bürgergemeinde erteilt das Gemeindebürgerrecht, ist verantwortlich für das Sozial- und Vormundschaftswesen für die an ihrem Heimatort wohnhaften Bürger, die Verwaltung des Bürgergutes sowie die Förderung der Heimatverbundenheit. Sie kann den im Kanton Zug lebenden Ortsbürgern Steuern erheben, muss seit Jahren jedoch nicht auf ihre Steuerhoheit zurückgreifen. An der Spitze steht der Bürgerrat, der monatlich tagt. Jährlich findet eine Bürgergemeindeversammlung statt. Zum Bürgergut der Bürgergemeinde Risch gehört der Bürgerhof Holzhäusern.

### Kantonsratswahlen
Wähleranteile in Risch bei den Kantonsratswahlen 2022 des Kantons Zug: SVP 24,97 %, Die Mitte 24,58 %, FDP 20,83 %, Alternative Liste Grüne (ALG); auf Bundesebene Teil der GPS 19,61 %, glp 6,29 % und SP 3,72 %.

### Nationalratswahlen
Bei den Schweizer Parlamentswahlen 2019 betrugen die Wähleranteile in Risch: SVP 31,2 %, CVP 24,3 %, GPS 16,7 %, FDP 13,1 %, SP 7,4 %, glp 6,1 %

### Logo und StadtmarketingRisch Rotkreuz

Logo Risch Rotkreuz (2007–2013)

Unter dem Gemeindeslogan «Risch Rotkreuz – Agil leben und arbeiten am Dreh- und Angelpunkt» tritt die Gemeinde ab dem 24. November 2007 auf. Grund für die Kombination der Ortsnamen Risch und Rotkreuz ist, die wirtschaftliche Kraft der Gemeinde, vor allem durch Rotkreuz, deutlicher zu machen. Oftmals wird unter dem Namen Risch nur der Ort Risch und nicht die gesamte Gemeinde verstanden. Bei dem neuen Erscheinungsbild handelt es sich um keine offizielle Umbenennung der Gemeinde. Das Logo besteht aus dem kombinierten Letter der Anfangsbuchstaben der Orte Risch und Rotkreuz. Die Namen Risch Rotkreuz und Risch-Rotkreuz werden nicht nur de facto von der Gemeindeverwaltung, sondern oftmals auch in Zeitungsartikeln und Texten verwendet.

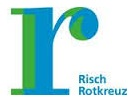
Logo (seit 2013)

Da die Bezeichnung Risch Rotkreuz öfters zu Verständnisproblemen führte, änderte die Gemeindeverwaltung das Logo 2013 abermals. Anstelle von Risch Rotkreuz nennt sie sich nun wieder Gemeinde Risch – der Name Risch Rotkreuz steht hinter dem r anstelle des Punktes.

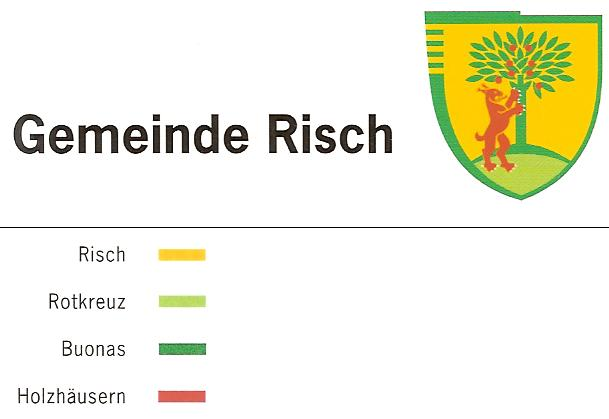
Logo (bis 2007)

Das Logo der Gemeinde Risch, welches bis 2007 verwendet wurde, war eine moderne Anpassung des Gemeindewappens. Jeder Teilort wurde durch eine eigene Farbe im Wappen repräsentiert. Durch Gelb im Hintergrund wurde Risch repräsentiert, durch Hellgrün des Grases Rotkreuz, Dunkelgrün des Baumes Buonas und Rot des Luchses und der Früchte Holzhäusern. Neben dem Logo wurden diese Farben auch nach der Umstellung auf «Gemeindepfeilern» verwendet, welche in allen vier Ortschaften vorzufinden sind.

### Gemeindefusionen
2005 war eine Gemeindefusion der Gemeinden Meierskappel und Risch geplant, welche jedoch an der Abstimmung mit 56 % Nein-Stimmen in Risch und dem Widerstand der Kantonsverwaltung Luzern scheiterte. Das Besondere an dieser Fusion wäre der Kantonswechsel der in Luzern liegenden Gemeinde Meierskappel in den Kanton Zug gewesen.

### Partnerschaften

#### DeutschlandRothkreuz (Weißensberg, Bayern)
Die Gemeinde Risch unterhält wegen vieler Ähnlichkeiten eine Beziehung mit dem bayerisch schwäbischen Ort Rothkreuz in der Gemeinde Weißensberg. Der Kontakt besteht durch verschiedene Veranstaltungen mit Vereinen beider Gemeinden. Am 29. März 2009 waren die Musikgesellschaften Weißensberg und Risch-Rotkreuz gemeinsam am 850. Jubiläum der Gemeinde Risch präsent.

#### ItalienAmaroni (Kalabrien)
Die Gemeinde Risch unterhält eine Partnerschaft mit Amaroni (Kalabrien, Italien). 2007 wurde für die Patenschaft ein Verein, Amici di Amaroni, gebildet, der den Kontakt zwischen den Einwohnern und den Gemeinden aufrechterhält. Es finden mehrmals jährlich verschiedene Aktivitäten zwischen den Gemeinden statt.

## Wirtschaft und Infrastruktur

### Wirtschaft und Steuern

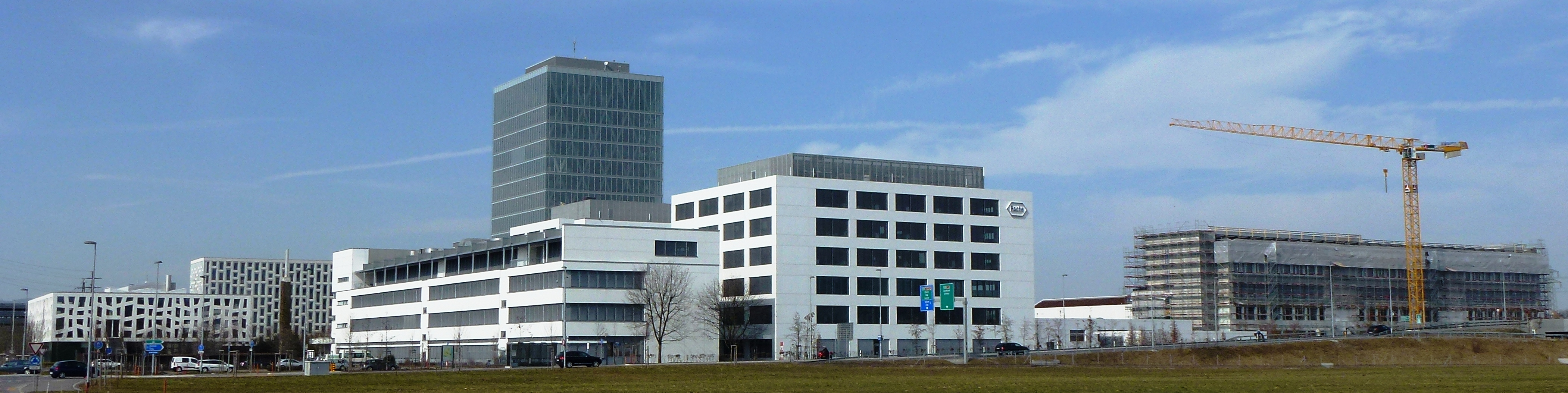
Blick auf den Hauptsitz von Roche Diagnostics in Rotkreuz. Links ist das Rezeptionsgebäude mit Cafeteria zu erkennen, in der Mitte der Roche-Tower.

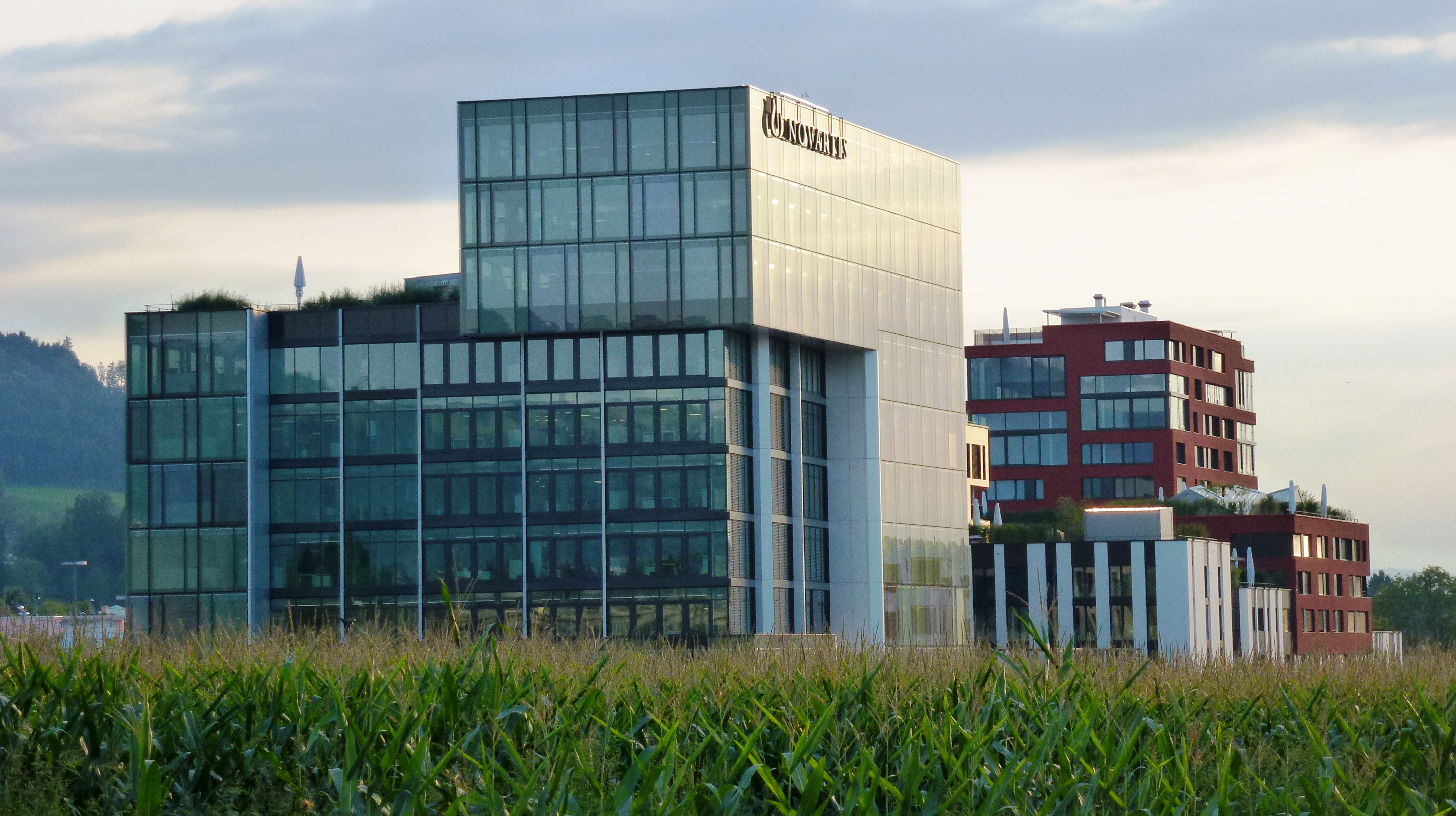
Novartis zentralisierte seine Schweizer Standorte in Rotkreuz.

Der wirtschaftliche Aufstieg der Gemeinde Risch mit den grössten Wachstumsschüben des Gewerbes und der Industrie erfolgten in den 1980er Jahren und Anfang des 21. Jahrhunderts. Durch die starke Bevölkerungszunahme und die stetig sinkenden Steuern im Kanton Zug liessen sich viele wichtige Unternehmen mit Hauptsitzen und Zweigniederlassungen in der Gemeinde nieder, vor allem in Rotkreuz. Grossunternehmen und Kleine und mittlere Unternehmen (KMU) bilden zusammen mehr als 1'600 Unternehmungen mit über 1000 Gewerbe- und Dienstleistungsbetrieben (Stand 2007). Der Grossteil der Unternehmungen sind im nördlichen und östlichen Teil von Rotkreuz angesiedelt in Nähe zur Autobahn, im Ortszentrum Rotkreuz und im sich im Bau befindlichen Quartier Langweid. Risch war wichtiger Bestandteil des Aufstieg Zugs zum internationalen Finanz- und Handelsplatz. Die Region stellt heute laut britischem Guardian eine «Haupthimmelsrichtung der globalen Wirtschaft» dar.
Wichtigster Arbeitgeber der Gemeinde ist der Unternehmenssitz der Roche Diagnostics und der Schweizer Vertriebsgesellschaft von Hoffmann-La Roche in Rotkreuz. Roche Diagnostics hat ihren Standort zum Sitz der Geschäftseinheit Roche Professional Diagnostics stark ausgebaut und bot 2012 bis 1'700 Arbeitsplätze an, was einer Verdreifachung innerhalb sechs Jahren entspricht. Mit dieser Beschäftigtenzahl ist Roche Diagnostics vor Siemens grösster Arbeitgeber im Kanton Zug (ohne öffentliche Verwaltungen). Hoffmann-La Roche betreibt zudem ein internationales Fortbildungszentrum auf Schloss Buonas, welches dem Pharmakonzern seit 1997 gehört. 2013 hat sich als weiterer Pharmakonzern in der Gemeinde Novartis angesiedelt. Neben der Zentralisierung der Schweizer Standorte von Novartis Pharma, Sandoz Pharmaceuticals, Alcon und Consumer Health in Rotkreuz war der Bau eines Fortbildungszentrums auf dem Gut Aabach geplant; das Projekt wurde 2014 aufgehoben. Novartis ist elftgrösster Arbeitgeber im Kanton Zug. Hierdurch entstand ein regional wichtiges Pharma-Cluster und Rotkreuz wurde zum wichtigen Schweizer Pharmastandort.
Weitere wichtige internationale Unternehmen haben ihren Unternehmenssitz in Risch wie AMC International oder Renggli Laboratory Systems, wichtige Zweigniederlassungsstellen betreiben die Unternehmen 3M, Bulthaup, ESA-Einkaufsorganisation des Schweizerischen Auto- und Motorfahrzeuggewerbes, Doppelmayr/Garaventa-Gruppe, Komax Holding, Drogeriemarkt Müller, Panasonic, SFS Holding AG und weitere. Bereits im Zweiten Weltkrieg eröffnete die IPSA (Industrie petrolifère SA) in Rotkreuz die erste schweizerische Erdölraffinerie sowie ein Extraktionswerk, das aus Kaffeesatz Öl und Heizmaterial gewann. Als erstes grösseres Unternehmen in Rotkreuz galt die Futtermühle Utro, welche 2000 stillgelegt wurde. Der Verlagssitz der Schweizer Jugendzeitschrift 4-Teens befindet sich in Rotkreuz. In Planung ist der Bau eines Verkaufszentrum des deutschen Autobauers Porsche. Die Gemeinde Risch zählt als Energiestadt. 2008 waren in Risch 7’783 Personen beschäftigt, diese Zahl wird für 2013 weit höher eingeschätzt. Risch ist Teil der Wirtschaftsregion Zug-West und profitiert durch die Lage in der Metropolregion Zürich und der Mitgliedschaft im Verein Metropolitanraum Zürich.
Durch eine wirtschaftsfreundliche Steuerpolitik des Kantons Zug im 20. Jahrhundert profitierte auch Risch und weist heute aufgrund des niedrigen Steuerfusses eine der schweizweit höchsten Standortqualitäten für Firmen auf. Die Steuerbelastung beträgt rund die Hälfte des Schweizer Durchschnitts, das Volkseinkommen pro Kopf zählt zu den höchsten in der Schweiz. 2010 lag das Bruttoinlandsprodukt pro Kopf im Kanton Zug bei schätzungsweise 100'000 CHF. Die Steuerbelastung der Einwohnergemeinde Risch lag 2015 bei 63 % der einfachen Steuer, jene des Kantons Zug bei 82 %. Im Jahr zuvor hatte die Gemeinde Risch Steuereinnahmen in Höhe von 33'615'942 CHF. Im Gemeinderanking der Zeitung Weltwoche belegte die Gemeinde Risch 2010 schweizweit den Platz neun, 2013 den Platz drei hinter den Nachbargemeinden Zug und Hünenberg, 2014 Platz vier.

### Erwerbssektoren und Pendler
In den linken Balkendiagrammen sind die Erwerbssektoren der letzten Jahrzehnte (jeder Balken zeigt links den primären Sektor, in der Mitte den sekundären Sektor und rechts den tertiären Sektor) zu sehen. Die Tabelle rechts listet die Anzahl der Wegpendler bis 2000 auf. Bis in die Mitte des 20. Jahrhunderts blieb die Landwirtschaft wichtigster Arbeitssektor. 1850 arbeiteten rund 75 % der Rischer in der Agrarwirtschaft, 1950 über ein 35 %. Durch den Wirtschaftlichen Aufstieg der Gemeinde Risch sank diese Zahl auf 2,3 % in 2005, was weniger als dem Landesdurchschnitt von 5,4 % entsprach. Durch neue Arbeitsplätze stieg die Anzahl der Zupendler stark an und übertraf 2005 jene der Wegpendler um mehr als 25 %. Aufgrund einer Änderung der Befragungsmodalitäten bei der Volkszählung 2010 lassen sich seit 2010 keine Aussagen mehr zum Pendlerverhalten auf Gemeindeebene ableiten.
| Pendler | Pendler         | Pendler        | Pendler           | Pendler           |
| Jahr    | wohnhafte       | in der         | Pendlerüberschuss | Pendlerüberschuss |
|         | Erwerbspersonen | Gemeinde tätig | absolut           | %                 |
| ------- | --------------- | -------------- | ----------------- | ----------------- |
| 1950    | 695             | 647            | 48                | -6.9              |
| 1960    | 831             | 617            | 214               | -25.8             |
| 1970    | 1414            | 939            | 475               | -33.6             |
| 1980    | 2013            | 1498           | 515               | -25.6             |
| 2000    | 3831            | 1198           | 2633              | -68.7             |
| 2010    | –               | –              | –                 | –                 |

1920: Bauerngemeinde
1930
1940
1950: Eisenbahnergemeinde
1960
1970
1980: Industriegemeinde
Landwirtschaft und Handwerk waren lange die Hauptwirtschaftszweige in Risch. Im 19. Jahrhundert kamen Industriebetriebe hinzu. Nach dem Zweiten Weltkrieg wuchs der Sektor 3 (Dienstleistungsunternehmen) immer stärker. Die Mehrheit der Beschäftigten arbeitete 2021 in Dienstleistungsunternehmen (Sektor 3). Danach folgte der Bereich Industrie und Gewerbe (Sektor 2). Der bis ins 19. Jahrhundert dominierende Bereich Landwirtschaft/Forstwirtschaft/Fischerei (Sektor 1) hat nur noch untergeordnete Bedeutung. Die Zahlen für die drei Sektoren sehen wie folgt aus:
|                                          | 1. Sektor | 1. Sektor    | 1. Sektor         | 2. Sektor | 2. Sektor    | 2. Sektor         | 3. Sektor | 3. Sektor    | 3. Sektor         | Total    | Total        | Total             |
|                                          | Betriebe  | Beschäftigte | Vollzeit- stellen | Betriebe  | Beschäftigte | Vollzeit- stellen | Betriebe  | Beschäftigte | Vollzeit- stellen | Betriebe | Beschäftigte | Vollzeit- stellen |
| Anzahl                                   | 42        | 140          | 91                | 131       | 4'369        | 4'131             | 1'080     | 9'322        | 7'292             | 1'253    | 13'831       | 11'514            |
| Anteil                                   | 3,35 %    | 1,01 %       | 0,79 %            | 10,45 %   | 31,59 %      | 35,87 %           | 86,19 %   | 67,40 %      | 63,34 %           | 100 %    | 100 %        | 100 %             |
| Quelle: Bundesamt für Statistik, STATENT |           |              |                   |           |              |                   |           |              |                   |          |              |                   |

Die Anzahl der männlichen übersteigt die Anzahl der weiblichen Beschäftigten deutlich. Der Grund dafür ist die höhere Erwerbsquote unter den Männern. Eine klar überwiegende Mehrheit der Teilzeitarbeitsverhältnisse werden von Frauen besetzt.
|                                          | 1. Sektor    | 1. Sektor         | 2. Sektor    | 2. Sektor         | 3. Sektor    | 3. Sektor         | Total        | Total             |
|                                          | Beschäftigte | Vollzeit- stellen | Beschäftigte | Vollzeit- stellen | Beschäftigte | Vollzeit- stellen | Beschäftigte | Vollzeit- stellen |
| Frauen                                   | 51           | 26                | 1'387        | 1'231             | 4'189        | 2'801             | 5'627        | 4'058             |
| Männer                                   | 89           | 64                | 2'982        | 2'900             | 5'133        | 4'492             | 8'204        | 7'456             |
| Quelle: Bundesamt für Statistik, STATENT |              |                   |              |                   |              |                   |              |                   |

### Verkehr

Verkehrsnetz in Risch Rotkreuz

In der Geschichte der Gemeinde Risch war das Gebiet ein regionaler Kreuzungspunkt zwischen Zürich, Zug und Luzern und entwickelte sich ab Mitte des 19. Jahrhunderts zum wichtigen Verkehrsknotenpunkt zwischen den Alpen, dem aargauischen Mittelland sowie Deutschland und Italien.

#### Strassenverkehr
Bis zum Bau der Nationalstrassen in den 1970/80er Jahren galt Holzhäusern als zentraler Ort, in welchem sich die Strassen von Basel in Richtung Gotthard und Italien sowie Zürich und Zug nach Luzern kreuzten. Mit dem Bau des Schweizer Nationalstrassennetzes wurde die Gemeinde Risch an das Autobahnnetz angebunden. Im Herbst 1974 wurde die N4 von Cham nach Holzhäusern sowie die N14 von Holzhäusern bis Root mit der 415 m hohen Reussbrücke eröffnet. Das zweite Teilstück der N4 Rotkreuz–Schwyz konnte 1981 dem Verkehr freigegeben werden. Die drei Autobahnabschnitte kreuzen sich in der Autobahnverzweigung Rütihof. Anschluss an die Autobahn besteht in der Ausfahrt 35 – Rotkreuz. Durch diese Bauten liess der Verkehr auf den Kantonsstrassen nach.
Neben der Autobahn ist die Gemeinde durch die Hauptstrasse 4 über Luzern, Zug, Zürich, Schaffhausen und die Hauptstrasse 368 von Sins AG nach Küssnacht SZ erschlossen. Im Ortszentrum von Rotkreuz zweigt die Nebenstrasse nach Meierskappel ab, ebenso die historisch wichtige Strasse nach Berchtwil und Hünenberg. Buonas ist durch die historische, heute als Veloweg genutzte, Landstrasse nach Cham erschlossen sowie durch die gemeindliche Strassenverbindung nach Rotkreuz. 1969 wurde die westliche Ortsumfahrung Rotkreuz (Hauptstrasse 4) eröffnet, 1982 wurden die Pläne einer Ostumfahrung gestrichen. Der Bau einer, weiter ausserhalb liegenden, Ostumfahrung von Rotkreuz ist als Kantonsstrasse X geplant. Die Idee einer Ortsumfahrung von Risch wurde verworfen. Alle Teilorte sind mit dem Auto erreichbar.

#### Öffentlicher Verkehr (Bahn, Bus und Schiff)

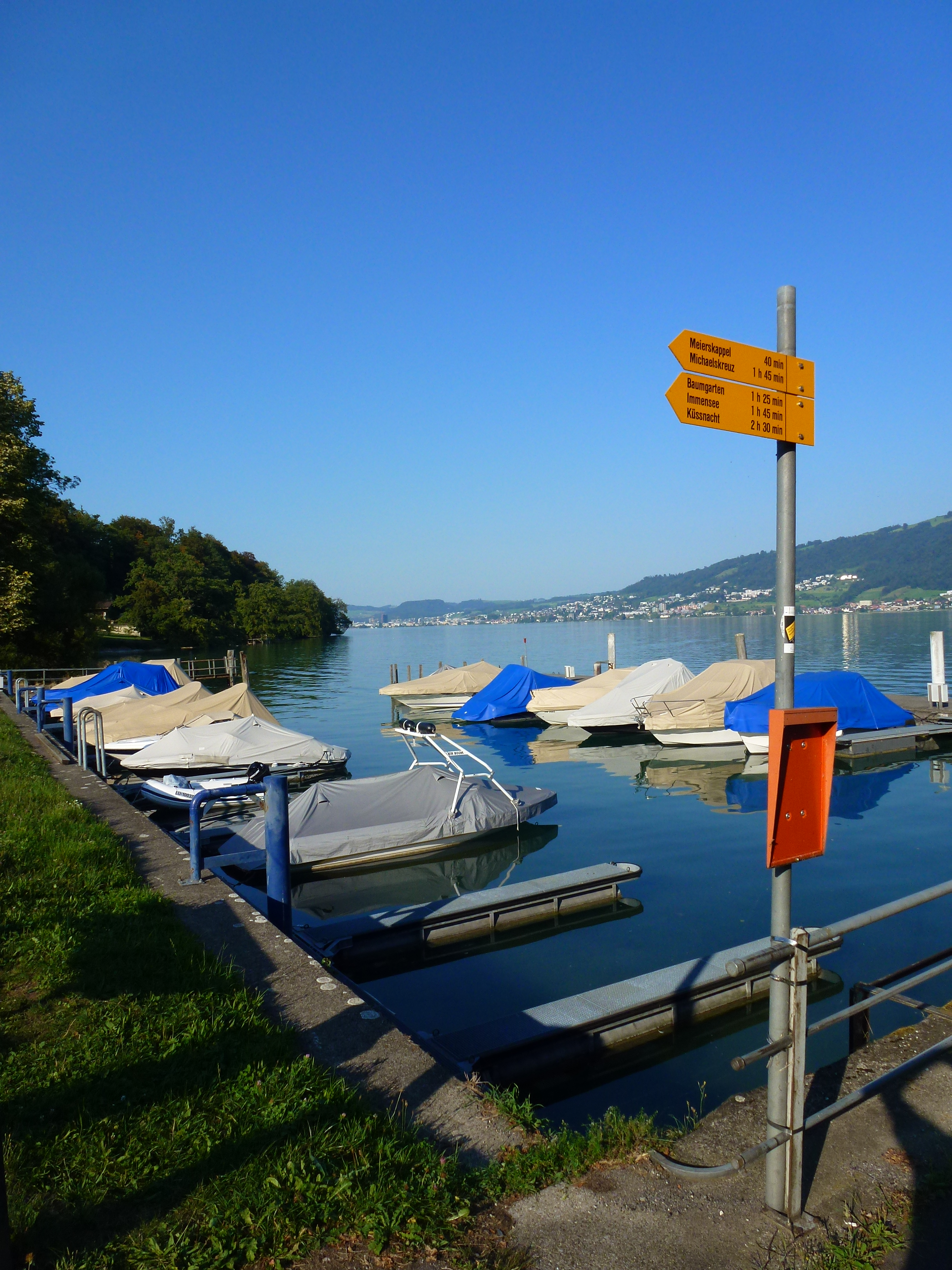
Der Bootshafen in Risch am Zugersee, im Vordergrund ein Wegweiser für Wanderwege

Im Schienenverkehr nimmt die Gemeinde Risch eine wichtige Position ein. Die Geschichte des Bahnbaus in Risch beginnt mit dem Bau des Bahnhofs Rotkreuz durch Jakob Friedrich Wanner 1864, an welchem sich bis heute die Aargauische Südbahn, die Gotthardbahn und die Bahnstrecke Zug–Luzern kreuzen. 1972 wurde ein grösserer Bahnhof in Rotkreuz eröffnet. Durch ihn und den angrenzenden Rangierbahnhof ist Rotkreuz als Sammel- und Verteilstelle der Zentralschweiz ein wichtiger Knotenpunkt und verfügt über direkte Verkehrsverbindungen zu den bedeutendsten Rangierbahnhöfen der deutschsprachigen Schweiz und des Tessins. Im Bau befindet sich der Ausbau der Strecken nach Cham und Rotsee im Zuge der Bahn 2000. Ab 2017 soll der Bahnhof durch den Fernverkehr nach siebenjähriger Pause wieder mit Mailand verbunden werden. Ob die ursprünglichen Pläne der NEAT jemals realisiert werden, Rotkreuz als unterirdischen Bahnhof an der Bahnstrecke Zürich – Gotthard-Basistunnel anzuschliessen, ist fraglich. Im Nahverkehr spielt der Bahnhof durch seine Kreuzungsfunktion der Stadtbahn Zug, S-Bahn Luzern und S-Bahn Aargau eine wichtige Rolle. Auf dem Korridor Rotkreuz – Cham – Zug verkehrten 2014 3’665’000 Reisende, auf dem Korridor Oberrüti – Rotkreuz – Immensee 1'038’000. Durch die Gemeinde verkehren vier Busverkehrslinien der Zugerland Verkehrsbetriebe (ZVB) und zwei Postautolinien. Am Hub Rotkreuz stiegen 2014 insgesamt 1'016’000 Fahrgäste in Busse ein- oder aus. 1925 wurde der Bahnhof Risch/Meierskappel an der Gotthardbahn eröffnet, welcher 2003 stillgelegt wurde.
Die Gemeinde Risch ist seit 1992 Teil des Tarifverbundes Zug (TVZG), einer der ersten Tarifverbünde der Schweiz. Seit der Neuordnung der Tarifzonen 2012 liegt die Gemeinde Risch in der Zone 621 des TVZG und des Dachtarifverbundes Wirtschaftsraum Zürich (TVWZ) des erweiterten Zürcher Verkehrsverbundes. Durch die südwestliche Lage in TVZG und TVWZ grenzt die Gemeinde Risch an Zonen des Tarifverbundes Schwyz (TVSZ) (Zone 676) und des Tarifverbundes A-Welle (TVA) (Zone 535), beide ebenfalls Teil des TVWZ. Des Weiteren liegt Rotkreuz im Schnittpunkt mit dem Tarifverbund Passepartout (TVLU) in dessen Zone 402. Zum Tarifbereich des TVZG und TVWZ zählen alle Bahnverbindungen der SBB, alle Busverbindungen der ZVB sowie die Postautolinie 78 bis Breitfeld, zum TVLU die Postautolinien 78 und 110.
Bereits 1423 wurde mit dem Fahr von Buonas der Schiffsverkehr auf dem Zugersee nachgewiesen. Durch die Eröffnung der Dampfschifffahrt auf dem Zugersee am 13. Juni 1852 wurden in Buonas und Risch Schiffsanlegestellen eröffnet. Heute betreibt die Zugersee Schifffahrt AG Verbindungen nach Zug, Cham und Arth. Die Schiffe verkehren von Frühling bis Herbst; an Wochenenden werden Spezialkurse für Weindegustationen, Hochzeiten und andere Attraktionen durchgeführt. Der Schiffsverkehr auf dem Zugersee ist nicht Teil des Tarifverbundes Zug TVZG. In Risch gibt es einen öffentlichen Bootshafen. Der Plan zum Bau eines Kanals von Immensee nach Küssnacht SZ zum Vierwaldstättersee wurde in den 1980er Jahren verworfen.
In der Vogtei Gangolfswil und der späteren Gemeinde Risch gab es bis zum 5. Mai 1905 ein Fahr (Fähre) über die Reuss bei Berchtwil nach Eien bei Oberrüti.

#### Langsamverkehr
Durch die Gründung von SchweizMobil verläuft neben der Schweizer Fahrradroute 9 (Seen-Route) seit 2008 auch die Fahrradroute 77 (Rigi-Reuss-Klettgau) durch die Gemeinde. Die Route 9 verläuft von Honau über die Hauptstrasse nach Rotkreuz und Buonas, weiter über die alte Landstrasse nach Cham und Zug. Die Route 77 verläuft von Meierskappel über Ibikon und Küntwil nach Rotkreuz und weiter nach Berchtwil und an die Reuss. Des Weiteren verläuft die Veloroute um dem Zugersee von Arth über Risch, Buonas und Cham. Nördlich von Berchtwil entlang der Gemeindegrenze verläuft die Fahrradroute 99 (Herzroute) von Lausanne und Willisau nach Zug. Neben den Hauptrouten ist ein dichtes Radnetz vorhanden und ausgebaut auf einer Länge von 24,5 Kilometern.
Spazieren und Wandern ist auf vielen Wegen der Gemeinde möglich; zu den Fernwanderwegen zählen der Alpenpanorama-Weg (nationaler Wanderweg Nr. 3), die Sternenwege Vindonissa und Rheinfall sowie der Kulturwanderweg ViaGottardo. Neben diesen ist ein dichtes Netz von Spazier- und Nahwanderwegen vorhanden auf einer Länge von 38,8 Kilometern.

### Bildung
Die neuere Geschichte des Schulsystems in der Gemeinde Risch begann durch den Bau eines Schulzimmers in Risch 1852. Zu dieser Zeit wurde das Schulhaus Holzhäusern erbaut, in dem heute noch unterrichtet wird. Am 27. Oktober 1879 begann Josef Anton Nier im Rotkreuzhof mit 51 Kindern den Schulunterricht. 1883 wurde in Rotkreuz das erste Schulhaus eröffnet. Dieses Gebäude wurde von 1959 bis 1986 als Gemeindekanzlei genutzt, später bis 2005 als Rektorat der Rischer Schulen und heute als Ludothek. Von 1933 bis 2007 wurde die Schulanlage Rotkreuz/Waldegg um insgesamt neun Gebäude erweitert. 2011 besuchten 570 Primarschüler die öffentlichen Schulen Risch Rotkreuz.
Somit verfügt die Gemeinde Risch heute über eine (öffentliche) grosse Primarschule in Rotkreuz, zwei weitere in Holzhäusern und Risch sowie eine Real- und Sekundarschule in der Schulanlage Waldegg in Rotkreuz. Seit 2007 existiert ein Mittagstisch.
Seit Sommer 2012 beherbergt die Suurstoffi im Quartier Langweid die SIS Swiss International School.
Rotkreuz verfügt über drei öffentliche Kindergärten in der Waldegg, Langmatt und in der Binzmühle.
Gymnasiasten können entweder in die Kantonsschule Zug, das Kantonale Gymnasium Menzingen oder in das (private) Gymnasium Immensee besuchen. Es war der Bau einer neuen Kantonsschule im Ennetsee geplant. Diese wurde jedoch durch das Stimmvolk am 10. Februar 2019 verworfen. Weitere private Bildungseinrichtungen in der Umgebung sind die International School of Zug und das Privatgymnasium Montana auf dem Zugerberg. Die Schulanlage Rotkreuz verfügt über eine Schul- und Gemeindebibliothek, eine Musikschule und eine Ludothek.
Seit dem Herbstsemester 2016 befindet sich das Informatikdepartement der Hochschule Luzern in Rotkreuz auf dem Suurstoffi-Areal. 2019 soll ein neues Studienzentrum am westlichen Ende des Areals in einem Neubau eröffnet werden. Daneben sind Wohnungen für Studierende geplant.

### Lernende mit Schulort Risch
| Abteilungen                          | 12  | 33  | 16  | 61    |
| Lernende                             | 224 | 641 | 259 | 1'124 |
| Quelle: Fachstelle für Statistik Zug |     |     |     |       |

### Gesundheit und Soziales
In der Gemeinde Risch befinden sich mehrere Allgemeine, Zahn- und Tierärzte. Nächste Krankenhäuser sind die Hirslanden St. Andreasklinik in Cham ZG, das Kantonsspital Zug und das Luzerner Kantonsspital. In Rotkreuz gibt es eine Drogerie sowie eine Apotheke. Im 19. Jahrhundert verfügte die Gemeinde über ein Armen- und Waisenhaus in Holzhäusern.
1809 wurde die Feuerwehr Risch gegründet. Seit 1998 ist sie im Feuerwehrhauptgebäude an der Birkenstrasse beherbergt.
Seit dem Bau des neuen Rathauses im Zentrum Dorfmatt 1986 verfügt Risch über eine Polizeistation, welche sich seit 2000 in der Gössimatte am Lindenplatz befindet.
Durch den Bau des Bahnhofs wurde das Postwesen in der Gemeinde Risch immer wichtiger. Heute befindet sich in der Gemeinde Risch die Poststelle in Rotkreuz. Die Postleitzahl lautet für alle vier Ortschaften 6343. Eine Unterstelle der Poststelle Rotkreuz ist die Poststelle in 6344 Meierskappel.

### Radio, Fernsehen und Printmedien
Radio Sunshine wird von Rotkreuz aus ausgestrahlt und ist einer der wichtigsten Radiosender der Zentralschweiz. Empfangbar ist er in Rotkreuz und Umgebung auf 88,0 MHz. Die Sendestation befindet sich im Industriegebiet Rotkreuz West. Das Jugendwebradio Radio Looping in Rotkreuz ermöglichte Jugendlichen die Produktion von Radioprogrammen. Sein Betrieb wurde im September 2013 eingestellt.
Empfangen werden in der Gemeinde können alle Sender der Wasserwerke Zug, über Kabel oder Satellit.
Der Zentralschweizer Sender Tele Tell wurde 1992 in Rotkreuz gegründet, wird jedoch seit 1994 in Luzern ausgestrahlt.
In Rotkreuz befindet sich der Verlagssitz der Schweizer Jugendzeitschrift 4-Teens.

## Sehenswürdigkeiten und Kultur

### Architektur und Ortsbild

#### Orts- und Landschaftsbild
Das Dorf Risch ist historisch gesehen ein typischer Kirchweiler. Bis heute besteht der Ortskern aus der Pfarrkirche St. Verena Risch, vier Pfrundbauten und einem Kaplanenhaus (später zum Schulhaus umgebaut). Der ehemalige Hof des Pfarrpfrunds wurde ab Beginn des 20. Jahrhunderts zu einem Kurhaus und später Hotel Waldheim umgebaut. Der restliche Ort entwickelte sich durch moderne Neubauten zur Streusiedlung, welche sich bis nach Oberrisch und zum Gut Aabach zieht.
Auch Holzhäusern galt als Kirchweiler und bestand bis Mitte des 19. Jahrhunderts nur aus der Kapelle St. Wendelin, einem Gemeinde- und Schützenhaus (abgebrochen), einem Armen- und Waisenhaus (heute «Bürgerhof») sowie Einzelhöfen. Durch den Bau der Hauptstrassen Zug–Luzern und Sins–Küssnacht setzte eine vermehrte Bautätigkeit ein. Heute ist das Ortsbild durch moderne Strassen- und Hochbauten unkenntlich geworden. Der Dorfkern Buonas wird gebildet aus einem Wirtshaus («Zum Wilden Mann») nahe der Schiffsstation, der Kapelle St. Germanus mit dem stattlichen «Luthigerhaus» sowie dem «Dienstbotenhaus» und weiteren Bauernhäusern entlang der Strasse nach Dersbach. Nach dem Zweiten Weltkrieg entwickelte sich oberhalb des alten Ensembles ein modernes Einfamilienhausquartier zum Ort Buonas.
In Rotkreuz setzte die Bautätigkeit erst mit der Eröffnung des Bahnhofs 1864 ein, wodurch die Häuser des neuen Dorfes durchwegs traufbetonte, zweigeschossige Bauten unter Rafendächern mit klassizistischer, flacherer Neigung waren. Diese Bauten wurden später meist stark verändert und sind in den letzten Jahrzehnten, zuletzt durch den Umbau des Ortskerns Rotkeuz 2009–2013, durch grossformatige Neubauten ersetzt worden. Südlich des Dorfkerns befinden sich die Kirche Unsere Liebe Frau vom Rosenkranze und die Reformierte Kirche. Durch die Verlegung des Bahnhofs hat sich südlich der Bahnlinie ab den 1980er Jahren ein modernes, städtisches Zentrum entwickelt. Der historische Baubestand ist, auch in den anderen Teilen der heutigen Kleinstadt Rotkreuz, beinahe gänzlich verschwunden. Nördlich der Bahnlinie beherrschen Neubauquartiere und Hochhausbauten das Bild. Vereinzelt sind noch Bauernhöfe und historische Einzelbauten zu finden.
Das Ufer des Zugersees in der Gemeinde Risch ist Teil des BLN-Objektes 1309 Landschaft «Zugersee». An der Strasse von Rotkreuz nach Meierskappel befinden sich die Weinreben des Rischer Weines.

#### Sakralbauten

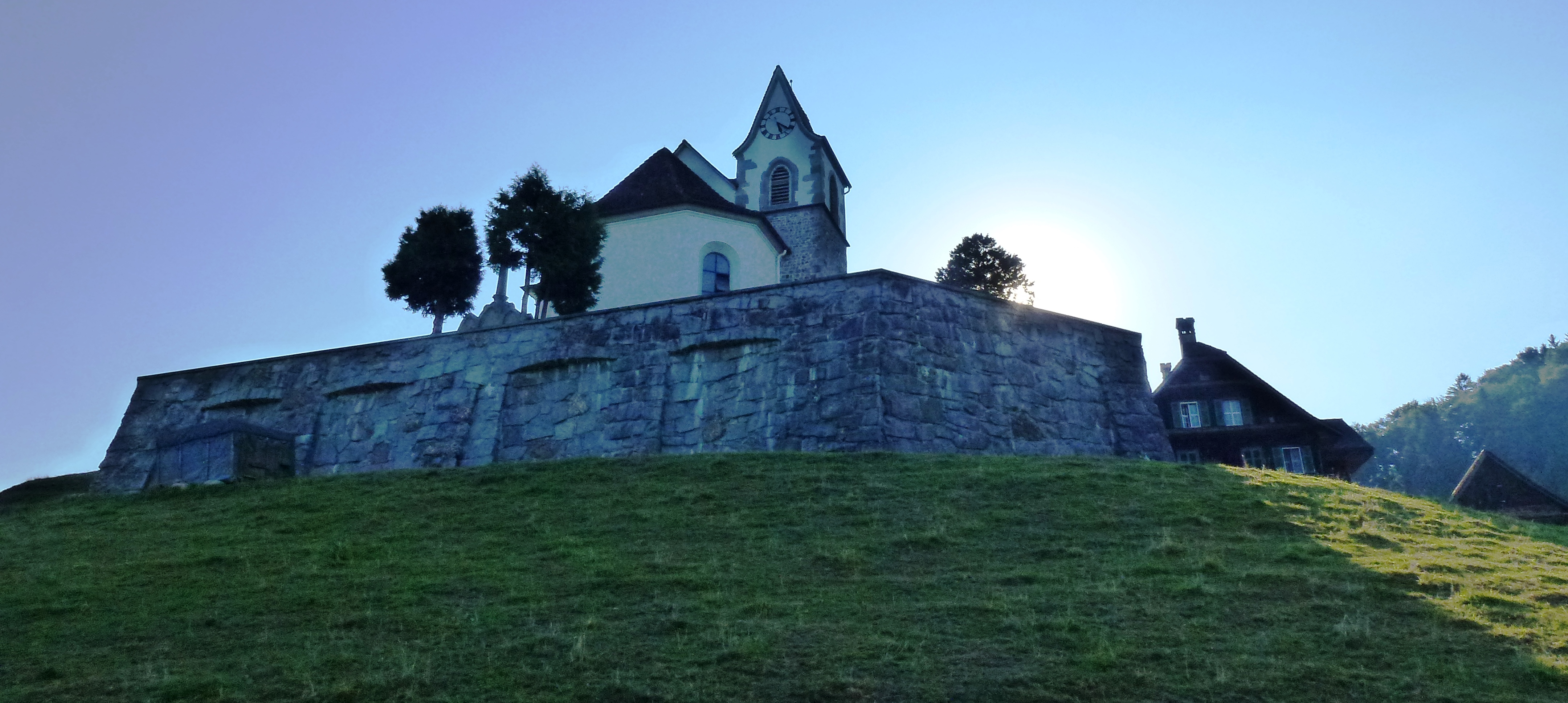
St. Verena mit Friedhof und Pfarrhaus in Risch

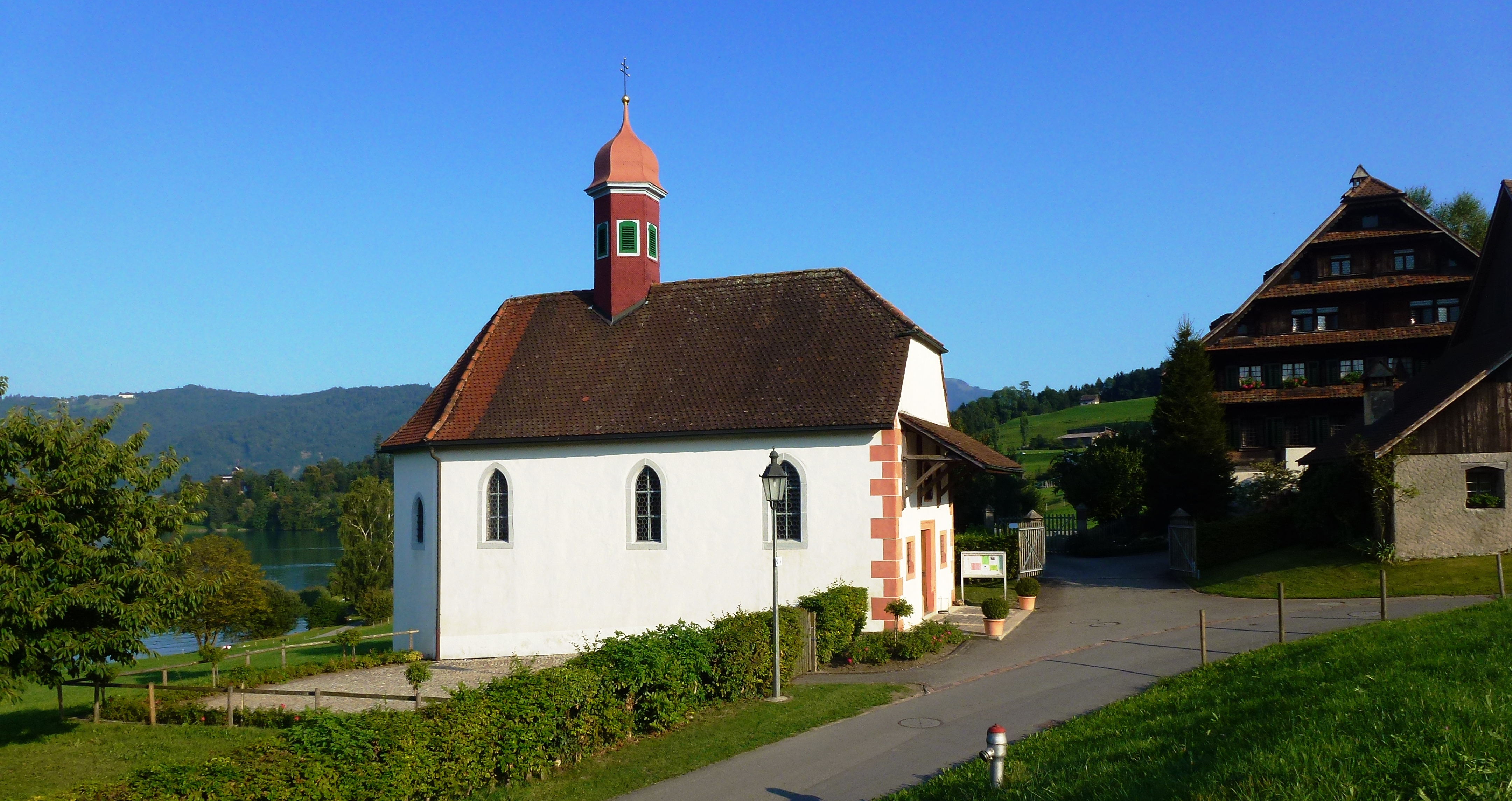
St. Germanus in Buonas

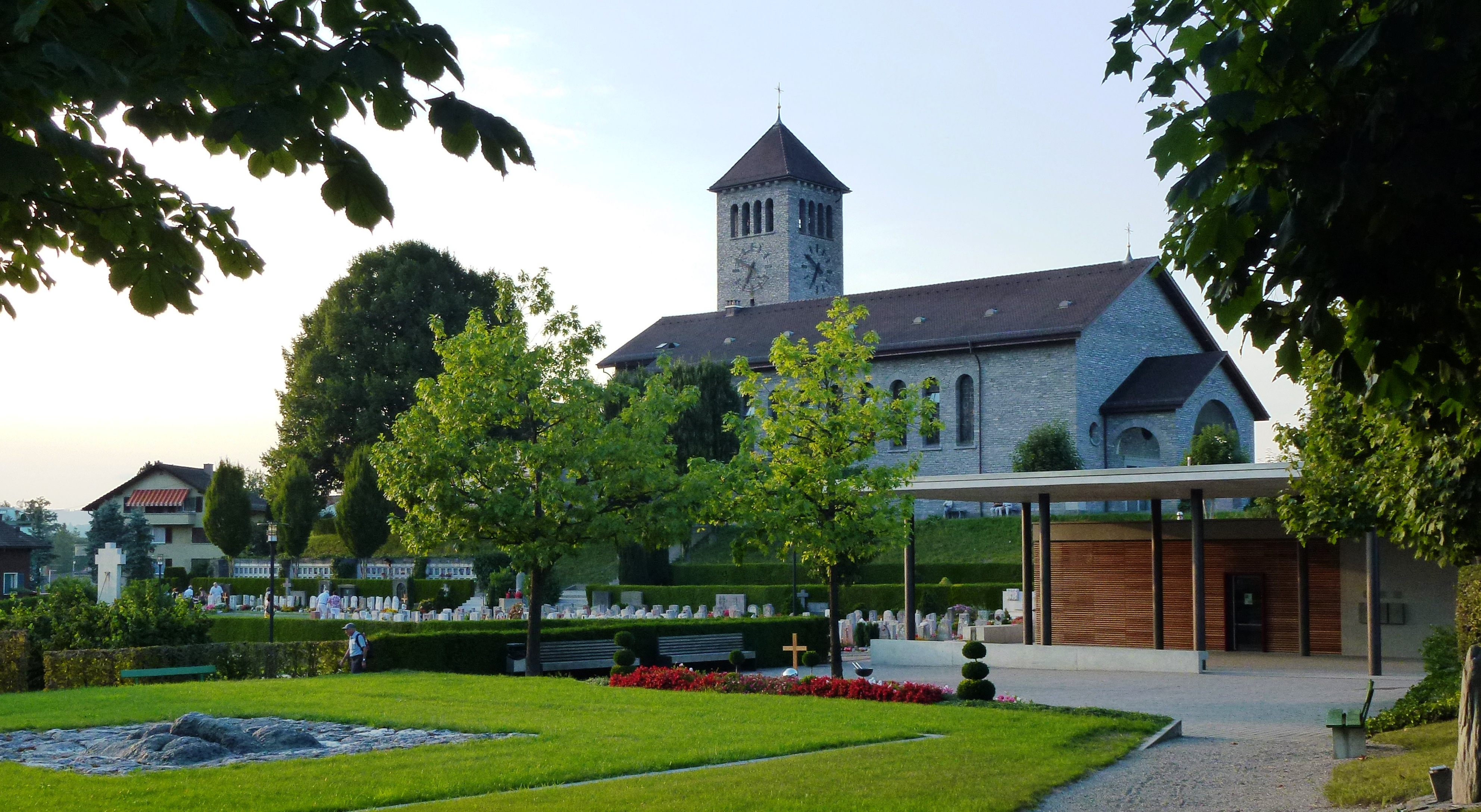
Unserer lieben Frau vom Rosenkranz mit Friedhof, Garten und Grabhaus in Rotkreuz

Die Pfarrkirche St. Verena in Risch ist die älteste Kirche der Gemeinde und eine der Ältesten im Kanton Zug. Sie steht auf einem Hügelvorsprung über dem Zugersee und bildet den Ortskern vom Dorfes Risch. Sie gehört zur Pfarrei Risch und wurde erstmals 1159 urkundlich in den Acta Murensia als Kirche von Rische erwähnt. Eine erste Kirche lässt sich auf das 8./9. Jh. zurückführen, eine zweite (Karolingische Kirche) ebenfalls. Im 12./13. Jh. ist eine Römische Kirche nachgewiesen. Weitere Veränderungen folgten. Die heutige Kirche datiert auf den Baujahren 1680–1684. Sie wurde am 22. Oktober 1684 zu Ehren der heiligen Verena geweiht. 1815 fasste der Maler Niklaus Bütler den Orgelprospekt. Weitere Restaurierungen folgten. Der Turm datiert auf das Jahr 1310. Neben der Kirche befindet sich ein Beinhaus, welches heute als Friedhofskapelle genutzt wird und erstmals 1598 erwähnt wurde. Der Friedhof umfasst die barocke Kirche und übernimmt ihren Grundriss in vergrösserter Form. Auf der Ostseite steht in der Kirchenachse das weissmarmorne, neugotische Grab der Familie von Kleist-von Gonzenbach aus dem Jahr 1918. Auf der Nordseite des Friedhofs liegt an der Kirchenmauer das Bronzegrabmal Ernst Göhners aus dem Jahr 1972 nach Otto Münch.
Die Kapelle St. Germanus in Buonas steht oberhalb von Schiffstation und Gasthaus am sanften Uferhang. Anstelle ihrer standen 1553 und 1598 Wegkapellen, bevor der heutige Bau um 1635 weitestgehend vollendet wurde. Durch Johann Martin Schwytzer, Gerichtsherr von Buonas, wurden ab 1658 diverse Neuanschaffungen vorgenommen und die Kapelle am 5. Oktober 1662 geweiht. 1889 erfolgte eine grosse Renovation durch Dagobert Keiser sen., 1939 wurde der Dachstuhl repariert und der Innenraum renoviert. 1992/1993 wurde die Kapelle restauriert.
Die Kapelle St. Wendelin in Holzhäusern bildet das Zentrum des Dorfes, liegt an der Kreuzung der Strassen nach Luzern, Zürich, Buonas und Hünenberg und bildet eine Baugruppe mit den Bauten des Wendelinhofes (bis 1980 auch des Gasthauses Engel, welches abgebrochen wurde). Es handelt sich um eine einfache klassizistische Kapelle. Die Kirche wurde 1647 vollendet, 1648 eingesegnet und erst am 22. Oktober 1684, am selben Tag wie die Pfarrkirche St. Verena, geweiht zu Ehren des heiligen Wendelin. Auf dem Grundstück wurde 1771 ein Schul- und Pfrundhaus errichtet. 1823 wurde die alte Kapelle abgebrochen, um, nach einigen Baukomplikationen, eine neue zu errichten, welche 1824 geweiht wurde. Der heutige Turm datiert auf das Jahr 1871. 1904 und 1939 wurde die Kirche renoviert. 1970 drohte der Abbruch aufgrund des geplanten Ausbaus der Strassenkreuzung. 1986 wurde die Kapelle restauriert und 1996, aufgrund von Schäden des Echten Hausschwammes, saniert.
Die Pfarrkirche Unsere Liebe Frau vom Rosenkranz in Rotkreuz ist ein geschlossener Baukörper, welcher, mit flachem Satteldach und kleinen Granitquadern versehen, an neuromanische Bauformen erinnert. Die Kirche steht auf einem Hügel und ist, im Gegensatz zu den Kirchen in Risch, Buonas und Holzhäusern, nach Westen gerichtet. Auf der Nordseite ist ein Turm mit rundbogigen Schallfenstern und flach geneigtem Pyramidendach angefügt. Seit der 1981 durchgeführten Innenrenovation prägen Bilder von Franz Bucher den Innenraum. 1926 wurde der «Katholische Kultusverein Rotkreuz», mit dem Ziel des Baus einer Kirche in der neu gewachsenen Siedlung, gegründet. 1935/36 wurden Friedhof und Leichenhalle errichtet. Baubeginn der Kirche war im Herbst 1937, Glockenweihe am 17. Juli 1938. Die Kirchweihe erfolgte am 25. September 1938 durch Bischof Franziskus von Streng zu Ehren Unserer Lieben Frau vom Rosenkranz sowie des heiligen Joseph und des seligen Burkard von Beinwil. 2007 wurde eine neue Leichenhalle errichtet.
Westlich der katholischen Kirche liegt die Reformierte Kirche, welche 1968–1970 nach Entwürfen von Benedikt Huber ausgeführt wurde. Die Einweihung der Kirche erfolgte am 16. Mai 1971.
In Berchtwil und Ibikon befinden sich Wegkapellen. Des Weiteren sind einige Wegkreuze und Bildstöcke zu finden.

#### Burgen, Schlösser und Landsitze

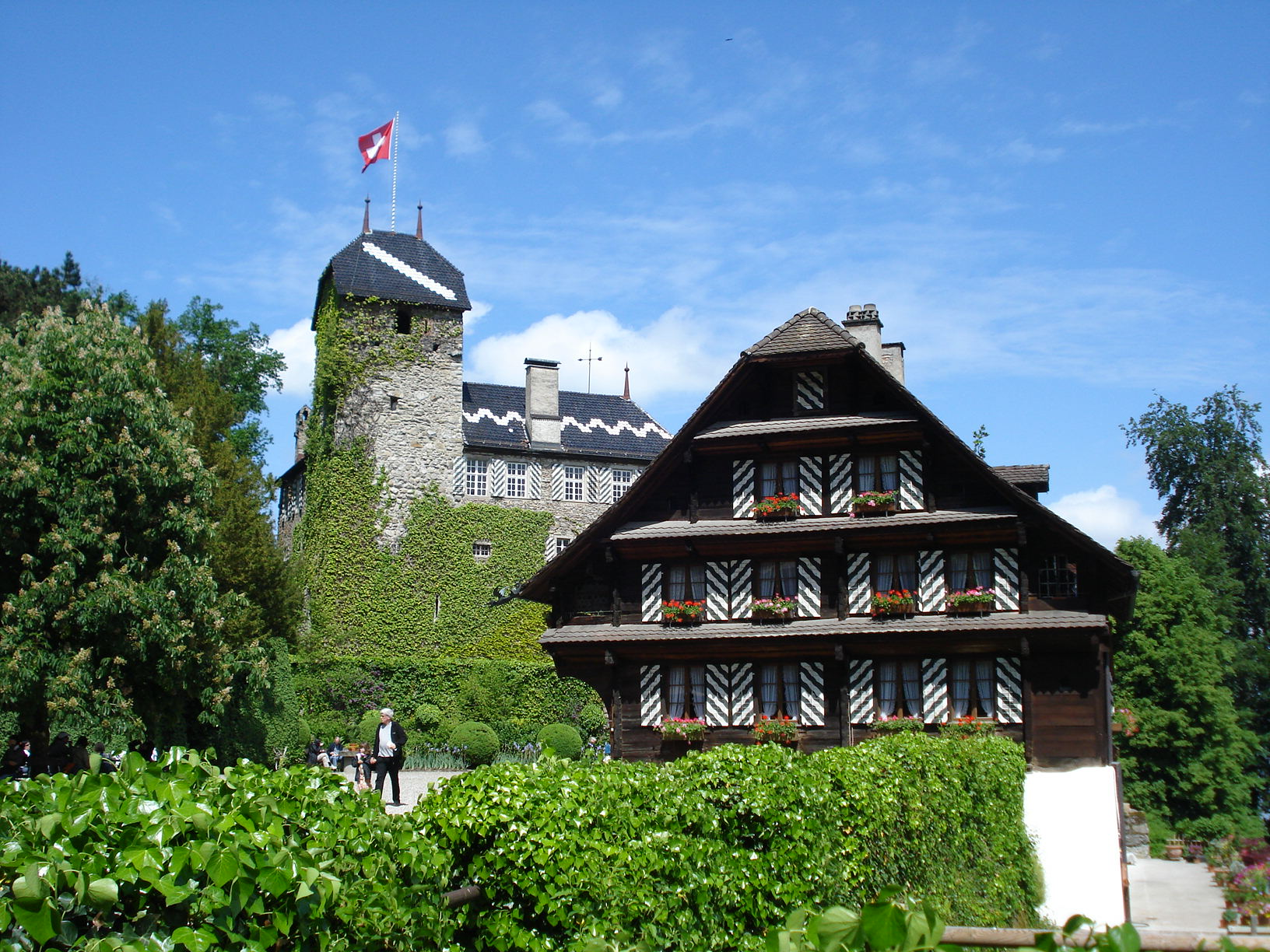
Altes Schloss Buonas mit Zugerhaus im Vordergrund

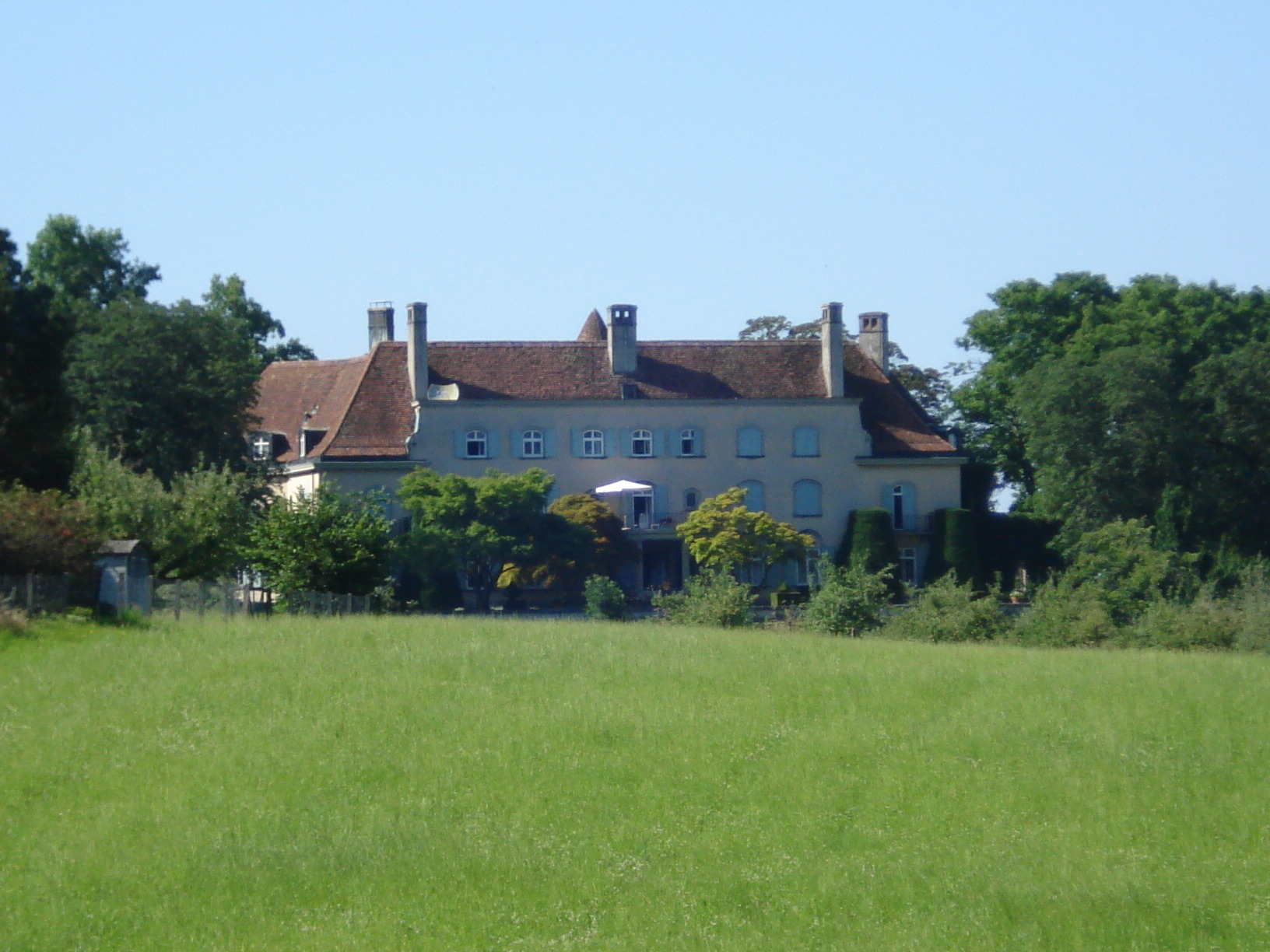
Das Schloss Freudenberg

Das (Alte) Schloss Buonas liegt auf der Schlosshalbinsel zwischen Buonas und Risch, unter dem Chilchberg. Schloss und Park sind in Privatbesitz des Unternehmens F. Hoffmann-La Roche AG. Auf dem Gelände stand ursprünglich eine Burg, deren Bau ins 11. Jahrhundert zurückdatiert wird. Im 17. Jahrhundert wurden Graben und Mauern entfernt und die Burg zum Schloss. Vor dem Schloss befindet sich der Schlossplatz mit einem Bauernhaus und einem Brunnen. Durch Carl August von Gonzenbach-Escher erfolgte nach den Plänen von William Wilkinson und Adolf Nabholz von 1873 bis 1877 das Anlegen des grosszügigen Schlossparks mit zahlreichen Gebäuden, einer gestalteten Landschaft rund um das Neue Schloss, dem historischen Wegenetz und Baum- und Pflanzengärten. Die Pförtnerhäuser wurden ebenfalls zu dieser Zeit errichtet. 2001 wurde im Schlosspark ein Fortbildungszentrum der Firma Hoffmann-La Roche erbaut. Zweimal im Jahr ist der Park für Besucher geöffnet.
Das Neue Schloss Buonas wurde durch das Anlegen des Schlossparks durch William Wilkinson errichtet. Die «Villa» wurde im Stil der Neugotik erbaut. Vor- und Rücksprünge der Fassaden, unterschiedliche Giebel und Dachformen, angefügte Erker und Veranden, hohe Kamine und verschiedene Fensterformen bewirkten ein malerisches Gesamtbild. 1970 wurde das Neue Schloss, welches als Hauptwerk profaner Neugotik in der Schweiz galt, abgebrochen und durch eine Villa im modernen Stil ersetzt. Die Eidgenössische Kommission für Denkmalpflege und insbesondere Paul Hofer von der ETH Zürich zeigen noch bis heute grossen Widerstand. Originalpläne des Neuen Schlosses gelten als verschollen. Viele Bauteile des Neuen Schlosses wurden 1978 im Neuen Schloss Teufen wieder eingebaut.
Das Schloss Freudenberg, ursprünglich als Landhaus geplant, entstand zwischen 1929 und 1933 nach den Plänen des englischen Architekten Howard Robertson. Es steht bei Dersbach auf einer Kuppe hinter einem Wald mit freier Sicht auf den Zugersee. Der Bau ist dem französischen Schloss Versailles nachempfunden und heute in Privatbesitz. Um das Schloss herum befinden sich ein Park und eine Gartenanlage. Das Schloss ist vom Seebad Zweiern aus sichtbar. Margaret Thatcher verbrachte als Gast von Lady Glover einen Sommerurlaub auf dem Anwesen und pflanzte hier mit Hilfe von Russell Page einen Baum. Im Gartenhaus betrieb der deutsche Architekt Hans Kollhoff ein Atelier.
Im Süden der Gemeinde befindet sich das Gut Aabach. Der frühere grossbürgerliche Landsitz wurde 1929 von Karl Langer erworben. Er liess eine Villa mit Nebenbauten errichten und einen grosszügigen, landschaftsnahen Park anlegen. 1950 wurde das Anwesen durch Ernst Göhner erworben und erweitert. Das barockisierende Herrschaftshaus mit Mansarddach war nach Plänen von Karl Koller auf dem höchsten Punkt des Anwesens erbaut worden. Das Haus wurde 1960 und 1968 umgebaut. Eine schlossartige axialsymmetrische Eingangsfront mit Ehrenhof prägt die Front. Hinter dem Gebäude, vor den Fenstern der Bibliothek, befindet sich ein Rosengarten. Ein Badehaus und ein Angestelltenhaus wurden 1931 im Sinne des Neuen Bauens errichtet. Zum Anwesen zählen weitere Gebäude, unter anderem ein Gärtner-, ein Boots- und ein Bauernhaus. Es ist geplant, auf dem Gutsgelände die alte Villa abzubrechen und ein Fortbildungszentrum von Novartis zu errichten.

#### Privatbauten und öffentliche Bauten
Neben Kirchen, Kapellen, Schlössern und Landsitzen gehören einige regionaltypische Bauernhäuser zur Liste der Kulturgüter in Risch. Als wichtige historische Profanbauten sind in Risch das Kaplanen- und Schulhaus, das Sigristen-Pfrundhaus sowie das «Hotel Waldheim» zu nennen, in Oberrisch Das neue Haus, in Buonas das Wirtshaus zum Wilden Mann, das Luthigerhaus, das Dienstbotenhaus, das Haus Rössli, der Seehof mit Käserei sowie das Ortsmuseum. In Holzhäusern zählen zur Liste das Pfrund- und Kaplanenhaus, das Schulhaus und der Bürgerhof als öffentliche Bauten sowie der Wendelinhof und der Schlumpfenhof als private Bauten. Das Schützenhaus wurde 1962, das Gasthaus Engel 1980 aufgrund des Strassenbaus abgebrochen. In Rotkreuz gelten folgende Privatbauten als historisch wertvoll: Die Chalets im Heimatstil Binzmühlestrasse 2 & 4; die Milchverwertungsgenossenschaft, heute Landi, deren Bau durch Zubauten entstellt ist; der Waldhof; der Rotkreuzhof; sowie die Bauten des ehemaligen Zweigwerkes der Sauer- und Wasserstoffwerke Luzern, von denen durch den Bau des Quartieres «Suurstoffi» das Magazin I und das Magazin II renoviert, das Wohnhaus, die Halle, der Holzschopf und der Kompressor 2008 abgebrochen wurden. Das 1810 eröffnete Gasthaus Kreuz (1989 niedergebrannt und wiederaufgebaut), wurde 2012 zum Bürogebäude umgebaut und entstellt. In Küntwil zählt das Wohnhaus mit Sägehütte als historisch wertvoll, in Waldeten ein Bauernhof mit Doppelhaus und Wohnhaus.
Ausserhalb der Dörfer bilden verschiedene Hofgruppen und Einzelhöfe historische Ensemble: Das Gehöft in der Alznach; ein Wohnhaus in Auleten; ein Kantholz-Ständerbau in Obere Bachtalen; unter anderem Stuberhof, Schultheissenhof, Wagnerhof ein Doppelhaus und ein Wohnhaus in Berchtwil; Mühlewerk, Haupthaus und Südanbau der Binzmühle, der Abbruch der Remise ist geplant; Wohnhaus im Bodenhof; Oberbreiten; ein Wohnhaus in Breitfeld; ein Wohnhaus und Stuberhof in Dersbach; Wohnhaus als spätmittelalterlicher Blockbau auf dem Feldhof; ein Wohnhaus in Ober Freudenberg; Dichte Baugruppe mit Wohnhäusern in Unter Freudenberg; ein Wohnhaus auf dem Haldenhof; unter anderem Oberhof, Kapelle, Unterhof in Ibikon, Katrinenhof (zum Klubhaus des Golfplatzes umgebaut); ein Wohnhaus in Moos; ein Wohnhaus in Neuhaus; ein Wohnhaus auf dem Rütihof; Schlumpfenhof; ein Wohnhaus in Steintobel; drei Wohnhäuser in der Stockeri; ein Wohnhaus in Walshüsli; und eine malerische Gebäudegruppe, unter anderem Jesuitenhof in Zweiern.
Das 1986 eröffnete Zentrum Dorfmatt bildet den Kern der neuen Gemeinde Risch. Der ursprüngliche Plan einen geschlossenen Innenstadtkomplexes mit Anbau des Bahnhofs und des Altersheims wurde nie verwirklicht. Im Saal Dorfmatt treten immer wieder nationale und internationale Persönlichkeiten auf, so zum Beispiel die amerikanische Gospelgruppe Golden Gate Quartett, die Schweizer Popband Plüsch und der Schweizer Rapper Stress.
Erweiterungen der Schulanlage Rotkreuz erfolgte in verschiedenen Etappen 1987, 1998, 2002 und 2005 durch Architekten wie Ammann und Baumann und Jauch-Stolz.
2011 wurde das Hochhaus Roche-Tower am Firmenhauptsitz der Roche Diagnostics eröffnet. Es gilt bis zur Vollendung des Park-Towers in Zug als höchstes Gebäude des Kantons Zug. Die restlichen Gebäude des Roche-Areals, im Stil der Moderne errichtet, gelten ebenfalls als architektonisch sehenswert.

#### Weitere Bauten
Als Naturbau wurde 2000 der Erlebnisbaum im Sijentalwald in Rotkreuz eröffnet. Er bestand aus einem Gerüst aus Holz, welches um eine Tanne aufgebaut wurde. Auf jedem Stockwerk des Erlebnisbaumes existierten Informationstafeln zu verschiedenen Baumabschnitten. Vom obersten Stockwerk aus wurde die Sicht ins Zugerland und auf den Zugersee ermöglicht. Aufgrund von morschem Holz wurde er abgebrochen, jedoch ist ein Wiederaufbau geplant.
Der Weiler Breiten verfügt über eine Modelleisenbahnanlage, die unter anderem die Landschaft um Rotkreuz und Teile der Strecken der Rhätischen Bahn darstellt und jeden ersten Sonntag im Monat geöffnet ist.

### Kunst, Musik und Tradition

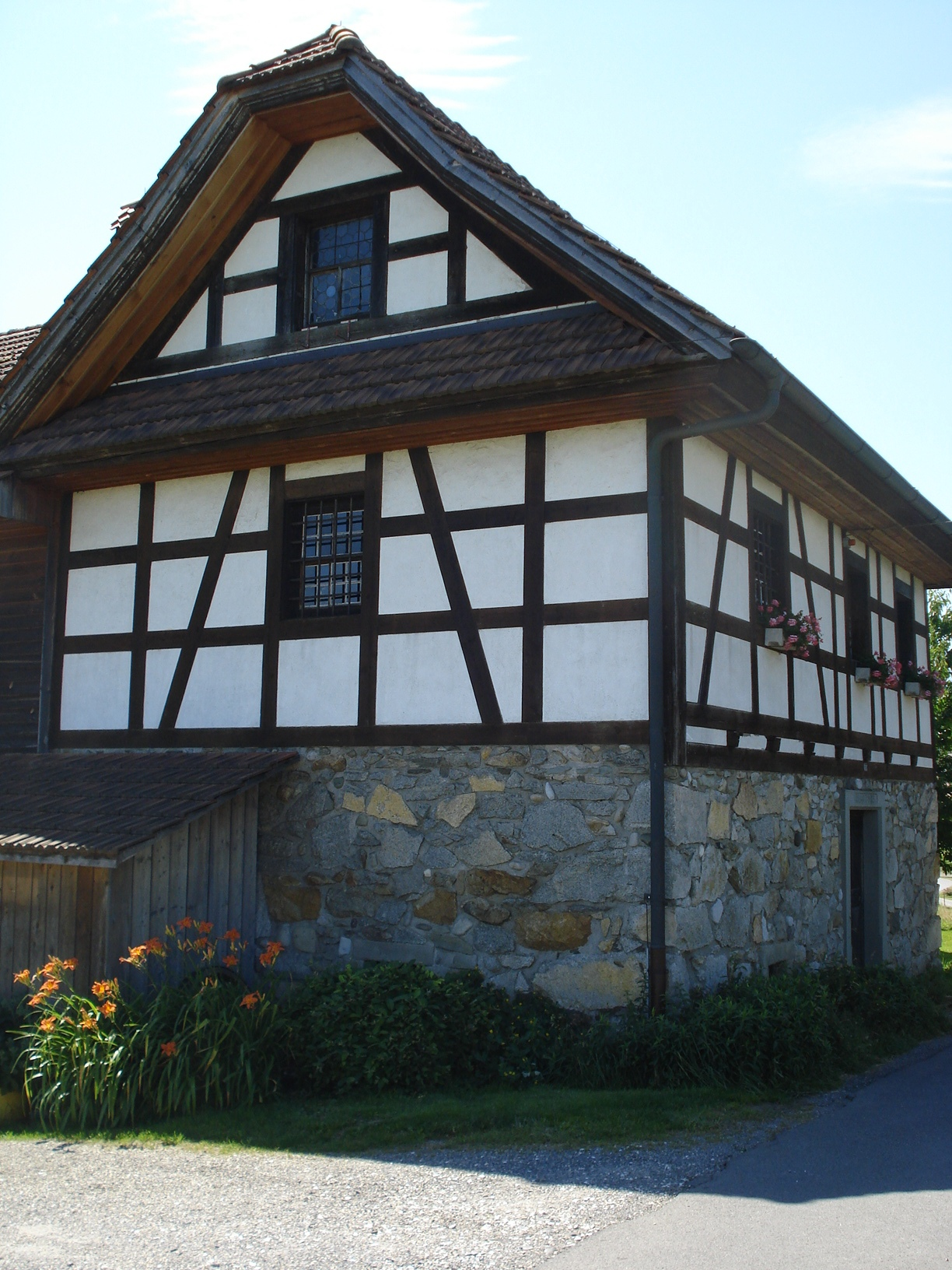
Ortsmuseum Buonas

In Buonas befindet sich das Ortsmuseum der Gemeinde Risch, in dem die Rischer Geschichte erklärt sowie Fundstücke der Archäologischen Ausgrabungen und Bilder ausgestellt sind. Das Ortsmuseum ist nur zeitweise im Sommer geöffnet.
In der Gemeinde Risch gibt eine Musikschule, in der regionale Instrumente wie Flügelhorn oder Schwyzerörgeli erlernt werden können. Bekannt ist die Musikschule Risch-Rotkreuz für ihre sieben verschiedenen Chöre für Kinder und Erwachsene, die ein breites Publikum ansprechen. Die Chöre der Musikschule sind teilweise an grösseren Festen in der Schweiz, wie zum Beispiel der Sechseläuten, Fasnacht Luzern und Zürich oder dem Luzerner Altstadtfest vertreten. Auf privater Seite gibt es Musik- und Tanzvereine. 2012 gab es insgesamt 102 traditionelle Vereine in der Gemeinde.

### Feste und Bräuche
Die Gemeinde Risch weist einige regionaltypische Feste und Bräuche unterschiedlicher Grösse auf, welche hier im Jahresablauf beschrieben werden.

#### Fasnacht (Februar)
Die alljährlich im Februar stattfindende Fasnacht gilt als das grösste Fest der Gemeinde. Jedes Jahr am Fasnachtssonntag gibt es einen Umzug durch Rotkreuz. Am Umzug nehmen meist Schulklassen und Vereine teil. Das Wahrzeichen der Fasnacht – wie auf dem Wappen – ist der Luchs. Während der Fasnachtszeit wird das Rotkreuzer Ortszentrum geschmückt mit den vier Gemeindefarben Gelb, Rot, Hell- und Dunkelgrün sowie mit Puppen, die vor Restaurants, auf Vordächern und in Gärten platziert werden. Für Kinder gibt es die Chnöpflifasnacht.

#### Pilgergang nach Einsiedeln (April/Mai)
Traditionell wird an Auffahrt ein Pilgergang nach Einsiedeln organisiert. Aufgrund der deutlich längeren Strecke als andere zuger Gemeinden, muss der Pilgergang bereits spät in der Nacht begonnen werden und verläuft entlang des Zugersees nach Zug ins Ägerital und weiter entlang des Ägerisees auf den Raten. Auf dem Raten wird traditionell die erste Messe während des Sonnenaufgangs gehalten. Die weitere Strecke verläuft über Altmatt und den Katzenstrick nach Einsiedeln zur Wallfahrtskirche.

#### «Risch Rotkreuz for you» (Mai/Juni)
Ein gemeindliches Fest ist das alljährlich im Frühling oder Sommer stattfindende Risch Rotkreuz for you, an dem auf dem Dorfplatz gefeiert wird. Gleichzeitig gibt es Kinderattraktionen sowie einen Dorfmarkt und Bands, die auf einer grossen Bühne spielen.

#### Chilbi Rotkreuz, Buonas und Risch (September / Oktober)
In der Gemeinde Risch gibt es im Herbst zum einen die Chilbi Rotkreuz, an der im ganzen Ortszentrum Stände und Attraktionen verteilt sind, zum anderen die Chilbi Buonas, welche mehr musikalisch orientiert ist. Als dritte Chilbi in der Gemeinde gibt es die Rischer-Chilbi, eine Familienchilbi die jeden ersten Sonntag im September auf dem Schulhausplatz in Risch stattfindet.

#### Räbeliechtliumzug (Dezember)
Am Martinstag gibt es den Räbeliechtliumzug mit Kindern aller Schulklassen. Die Kinder laufen abends durch die Strassen von Rotkreuz mit ausgehöhlten Zuckerrüben, in welchen sich kleine Kerzen befinden.

#### Chlausenzeit (Dezember bis Februar)
Es entspricht einem Brauch, dass im Vorfeld – ab 1. November – und während der Chlausenzeit – bis zum Chlausenumzug – Geislechlöpfer und Trychler unterwegs sind. Diese vertreiben mit ihren Geiseln die bösen Geister. Dieser Brauch wird teilweise bis zur Fasnacht fortgeführt.
In der Adventszeit findet der sogenannte Chlausenumzug statt.

### Sport und Freizeit
Der Sportpark Rotkreuz ist bestimmt durch ein Großspielfeld an zentraler Position, um den in Form eines Ovals eine Laufbahn für Leichtathletikdisziplinen angelegt ist. Ergänzt wird die Anlage durch Wurf- und Sprunganlagen. Des Weiteren existieren mehrere Fussballfelder, Sprinteranlagen und Gymnastikräume. In Rotkreuz befinden sich zwei Doppelturnhallen, eine Gymnastikhalle und eine normale Turnhalle. In unmittelbarer Umgebung zum Sportpark gibt es ein Schwimmbad. Seebäder gibt es in Buonas und Zweiern. Zwischen Holzhäusern und Rotkreuz befindet sich der Golfpark Rotkreuz-Holzhäusern des Golfclubs Ennetsee. Der Golfpark hat eine 6-, 9- und 18-Loch-Anlage. Er ist der grösste Golfplatz der Schweiz. Im Weiler Breitfeld befindet sich eine Minigolfanlage. Im Sijentalwald ist ein Vitaparcours eingerichtet. Zu den meisten Sportarten gibt es einen Sportclub, wie zum Beispiel im Fussball (FCR), Tennis, Tischtennis, Badminton, Unihockey (UHC Astros Rotkreuz) oder Basketball. 2012 gab es in der Gemeinde 17 Sportvereine.
Durch die Gemeinde führen die Fahrradroute 9 (Seen-Route) sowie die Fahrradroute 77 (Rigi-Reuss-Klettgau). Es existiert ein dichtes Netz an Radwegen von 24,5 Kilometern und ein Netz von Wanderwegen mit einer Länge von 38,8 Kilometern (→ Siehe Abschnitt Langsamverkehr).
Für die Jugend gibt es die Jugendanimation mit dem Red-X Aktionshaus in Rotkreuz, sowie die katholischen Pfadfindervereine Jungwacht (Jungs) und Blauring (Mädchen).

## Persönlichkeiten

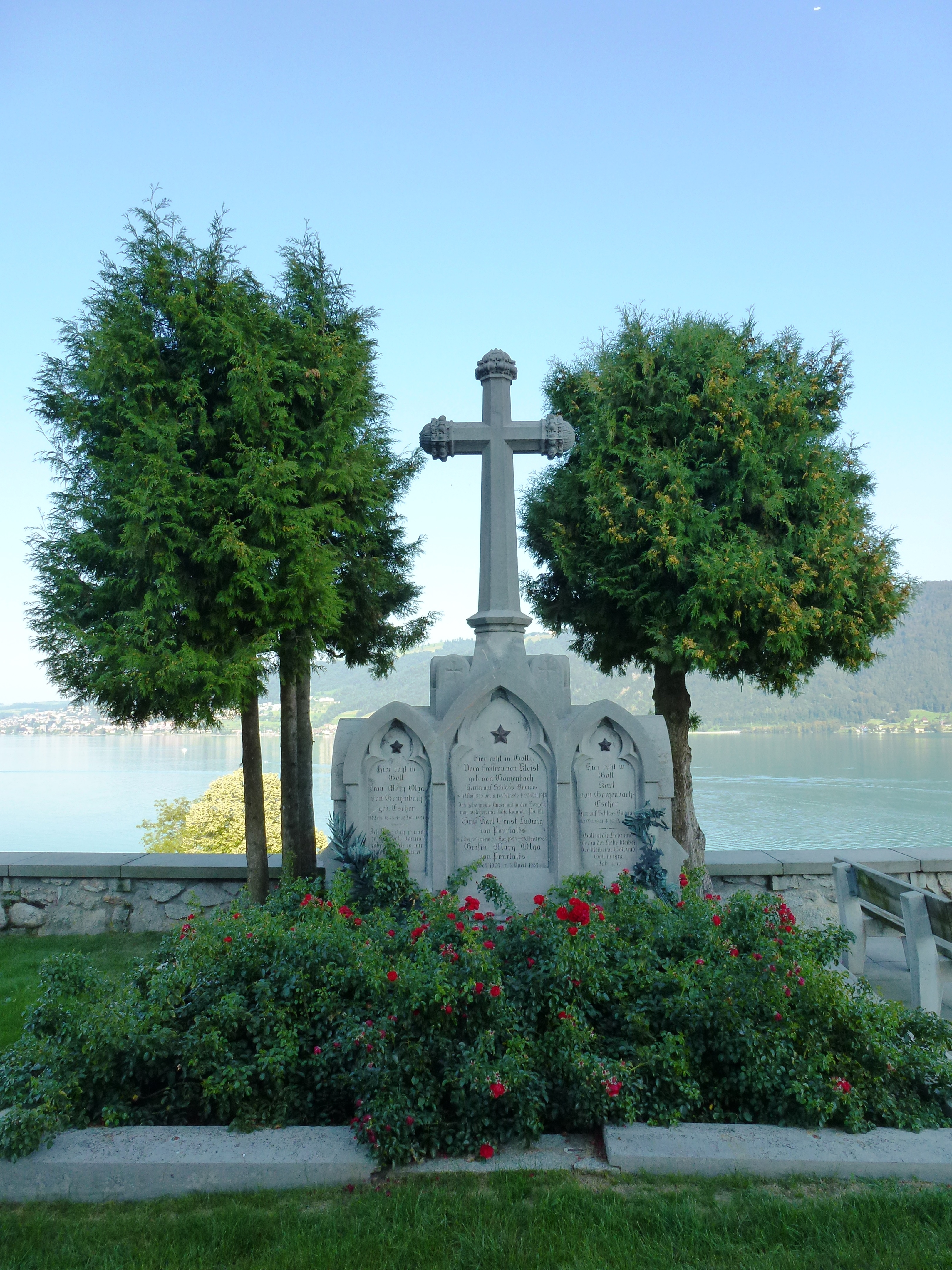
Das Grab der Familie von Gonzenbach-Escher in Risch

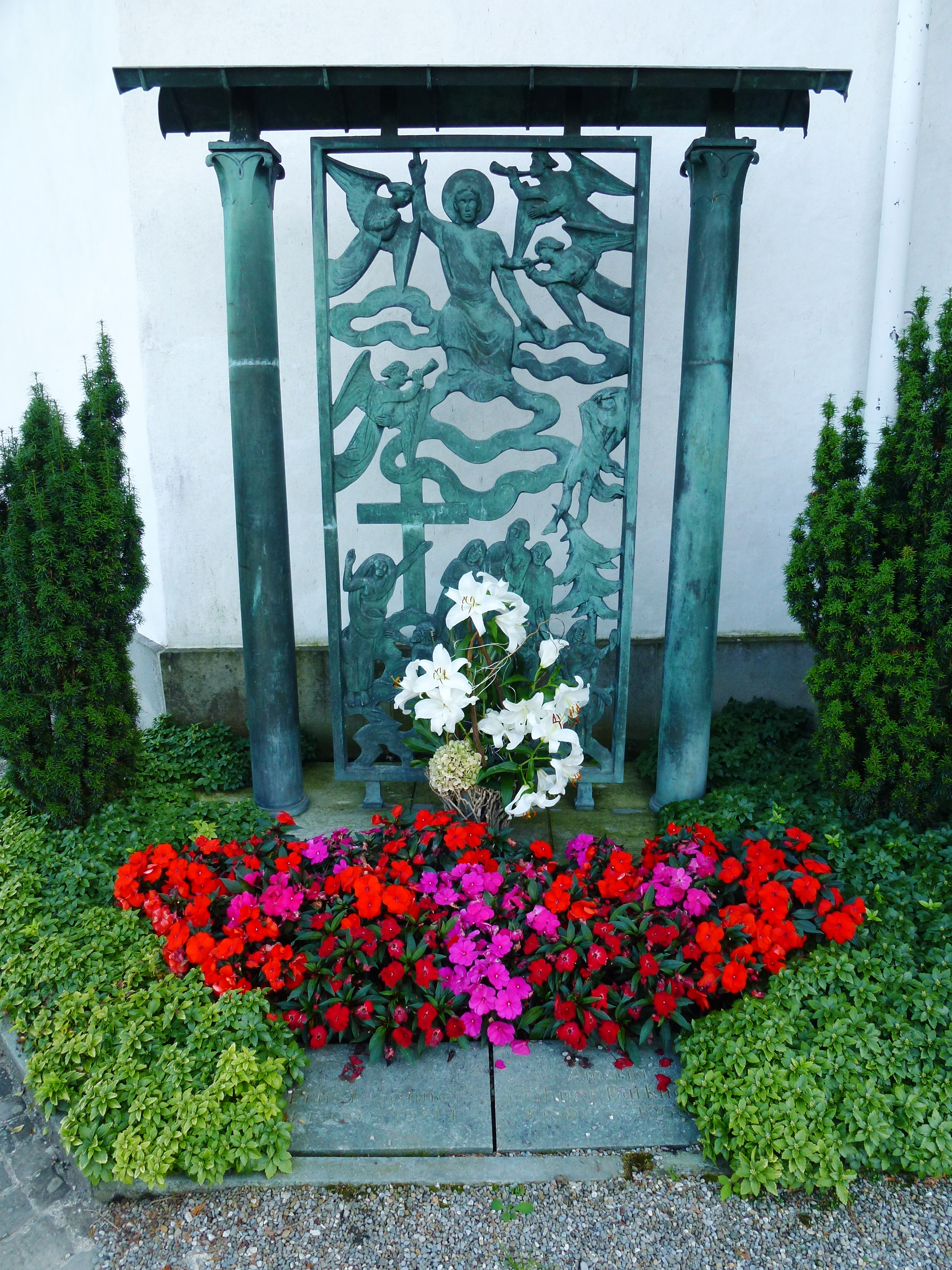
Das Grab der Familie Göhner in Risch

- Peter von Hertenstein (* nach 1450; † vor 8. August 1522), leitete die Schweizergarde in die Wege und geleitete die ersten Schweizergardisten nach Rom;[17]
- Albert Kuhn (* 1839; † 1929), Kunsthistoriker, Kapitular des Stiftes Maria-Einsiedeln und Professor für Kunstgeschichte, geboren in Risch;
- Karl von Gonzenbach (* 1841; † 1905), war Erbauer des neuen Schlosses Buonas und ist in Risch begraben;[157]
- Josef Knüsel (* 1868; † 1943), Regierungsrat von 1899 bis 1940 (längste Amtsdauer eines Regierungsrates);[159]
- Vera von Gonzenbach (* 1873; † 1918), Tochter von Karl von Gonzenbach und Olga Escher, begraben in Risch;
- Erwin Hürlimann (* 1880; † 1968) war Generaldirektor der Schweizerischen Rückversicherungsanstalt und liess das Schloss Freudenberg errichten;[160]
- Eleanor Hürlimann, geb. Ridge (* 1880; † 1968), war die Gemahlin von Erwin Hürlimann;[161]
- Ernst Göhner (* 1900; † 1971) war ein Bauunternehmer und ist in Risch begraben;[162]
- Mary Olga Vera von Kleist (* 1903; † 1969), Tochter von Vera von Gonzenbach und Frhr Ewald Karl Heinrich von Kleist ist begraben in Risch;[157]
- Ernst Graf von Pourtalés, Ehemann von Mary Olga Vera von Kleist und ebenfalls begraben in Risch;[157]
- Joe Miller († 2000), Piano World Champion, «Weltmeister der Improvisation»;
- Anton Scherer (* 1925; † 2021), Nationalrat und Regierungsrat (CVP), Ehrenbürger von Risch;
- Hans Kollhoff (* 1946), deutscher Architekt;
- Daniel Vasella (* 1953), ehemaliger Chief Executive Officer (CEO) und Verwaltungsratspräsident von Novartis, lebte auf dem Gut Aabach in Oberrisch;
- Sean Simpson (* 1960), Nationaltrainer der Schweizer Eishockeynationalmannschaft und ehemaliger kanadischer Eishockeyspieler